# Wiederaufbau des Berliner Schlosses

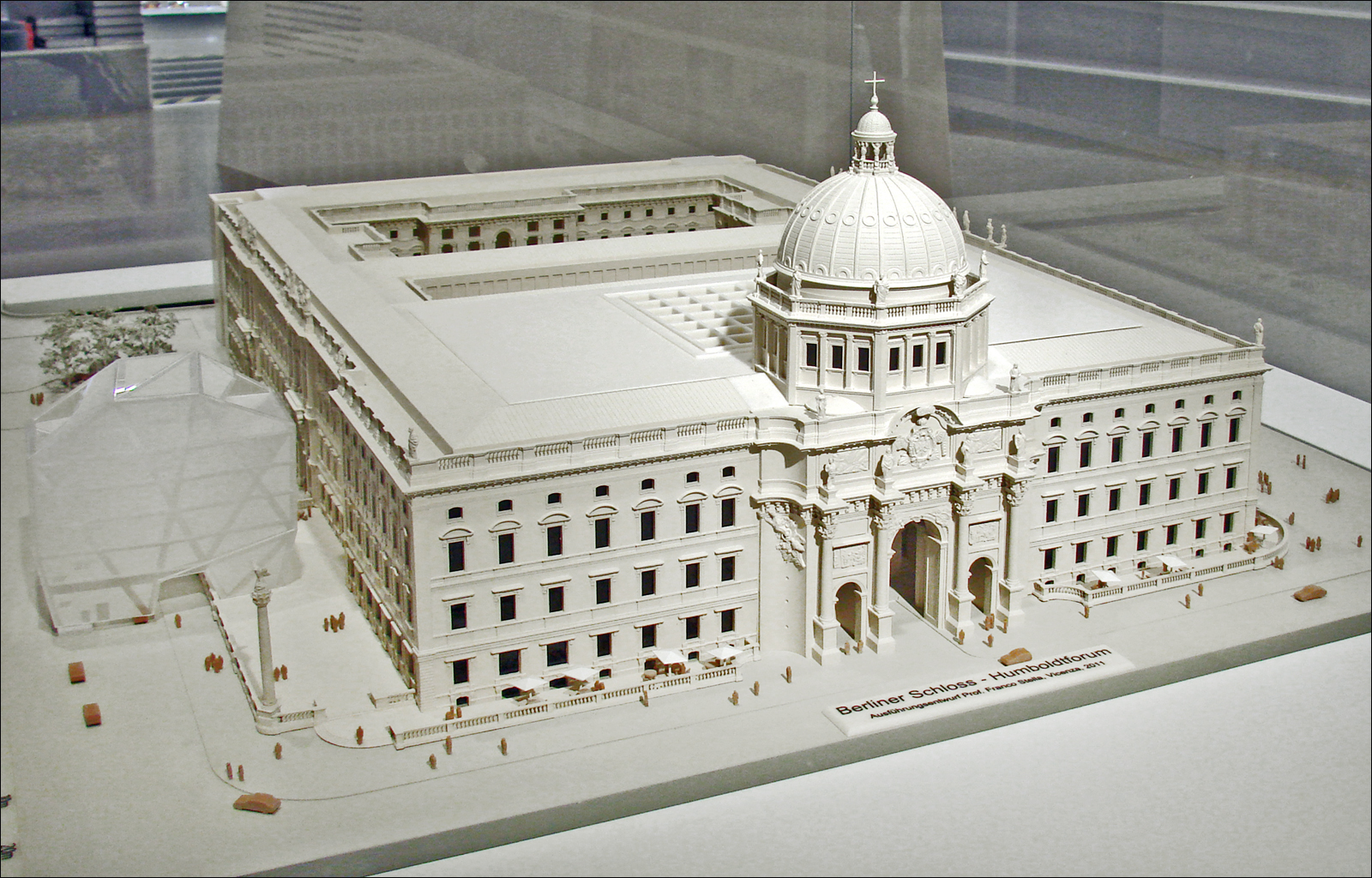
Modell des Ausführungsentwurfs, 2011

Der Wiederaufbau des Berliner Schlosses war ein 2012 begonnenes und 2020 fertiggestelltes kulturelles Bauprojekt des Bundesamts für Bauwesen und Raumordnung am Schloßplatz in Berlin. Nach dem erstplatzierten Wettbewerbsentwurf von Franco Stella entstand dabei eine teilweise Rekonstruktion des Berliner Schlosses als Sitz des Humboldt Forums. Mit Gesamtkosten von rund 682 Millionen Euro und einer Nutzungsfläche von rund 44.200 Quadratmeter war es das seinerzeit größte kulturelle Bauprojekt Deutschlands.

## Übersicht
Die Realisierung des Bauvorhabens erfolgte von 2013 bis 2020 unter Einbeziehung von spendenfinanzierten Fassaden und Bauteilen des barocken Schlossbaus. Der Deutsche Bundestag beschloss 2002 die Wiedererrichtung des 1950 gesprengten und abgerissenen Schlosses und damit die Fortsetzung der Wiederherstellung der Historischen Mitte Berlins. Rekonstruiert wurden die drei von Andreas Schlüter entworfenen Nord-, Ost-, und Westfassaden. Dabei wurden einige erhaltene Spolien des ursprünglichen Schlosses wieder eingebaut. Die Schlosskuppel von Friedrich August Stüler aus dem Jahr 1853 wurde auch wiederaufgebaut. Der Wiedereinbau des im benachbarten Staatsratsgebäude befindlichen Fassadensegments aus Portal IV zurück in das Schloss wurde jedoch unterlassen. Das Projekt wurde öffentlich breit diskutiert. Gemäß der Entscheidung der internationalen Expertenkommission vom April 2002 dient das wiederaufgebaute Schloss als Sitz des Humboldt Forums.
Das überwiegend barocke historische Gebäude an dieser Stelle war 1950 auf Beschluss der Sozialistischen Einheitspartei Deutschlands (SED) gesprengt worden. Nach Ansicht der Bauherren wird mit dem Neubau das historische Berliner Stadtbild an bedeutsamer Stelle wiederhergestellt, das ab 1976 durch den Palast der Republik „unterbrochen war“. Bauherrin und Betreiberin des Baus ist die Stiftung Humboldt Forum im Berliner Schloss, initiiert und getragen wurde das Projekt vor allem durch das private Engagement des Fördervereins Berliner Schloss unter Wilhelm von Boddien und Spenden von über 120 Millionen Euro.
Der in Teilen rekonstruierte Neubau des Schlosses beherbergt das Humboldt Forum als ein Forum für Kultur, Kunst und Wissenschaft. Dazu wurden drei der Barockfassaden wiederaufgebaut, das Schlossforum als Passage sowie der Ostflügel zur Spree hin sind eine Neuschöpfung des italienischen Architekten Franco Stella in rationalistischer Formensprache. Auch die Kuppel mitsamt Kreuz, der Runderker als Abschluss der Ostfassade sowie drei von vier Seiten des Schlüterhofs wurden wiederhergestellt. Die Innenräume, die zwei flankierenden kleinen Nebenkuppeln über der Westfassade sowie der Spree- und Apothekenflügel aus den Zeiten der Gotik und der Renaissance wurden nicht wiederaufgebaut. Sämtliche Innenräume sind rein funktional und schlicht gestaltet, ebenso eine Seite des Schlüterhofes. Die Innenräume wurden allerdings so geplant, dass eine spätere historisch genaue Wiederherstellung ermöglicht wird. Neben der Schlosskuppel befindet sich ein Dachrestaurant.
Am 12. Juni 2013 fand die Grundsteinlegung statt, im Juni 2015 war der Rohbau vollendet. Im Sommer 2018 waren die Fassaden weitgehend fertiggestellt. Die Eröffnung sollte in drei Etappen erfolgen, die erste davon zum 250. Geburtstag Alexander von Humboldts am 14. September 2019. Diese Pläne mussten jedoch geändert werden, sodass die erste Teileröffnung am 16. Dezember 2020 erfolgte.
Das Gebäude soll in Erinnerung an das geistige Erbe Alexander und Wilhelm von Humboldts mehrere museale Sammlungen aus aller Welt – u. a. der Dahlemer Museen – zusammenführen, Veranstaltungsräume für Wissenschaft und Kultur bieten, die Museumsinsel ergänzen, über die Schlossgeschichte informieren und zugleich der Wiederherstellung eines Hauptbezugspunktes der deutschen Geschichte und des historischen Stadtbildes von Berlin-Mitte dienen. Es knüpft damit auch an die Geschichte des Schlosses als Kultur- und Wissenschaftszentrum nach der Revolution von 1918 an. In der Weimarer Republik war das Schloss das meistbesuchte Museum Berlins.

## Debatte und Planung

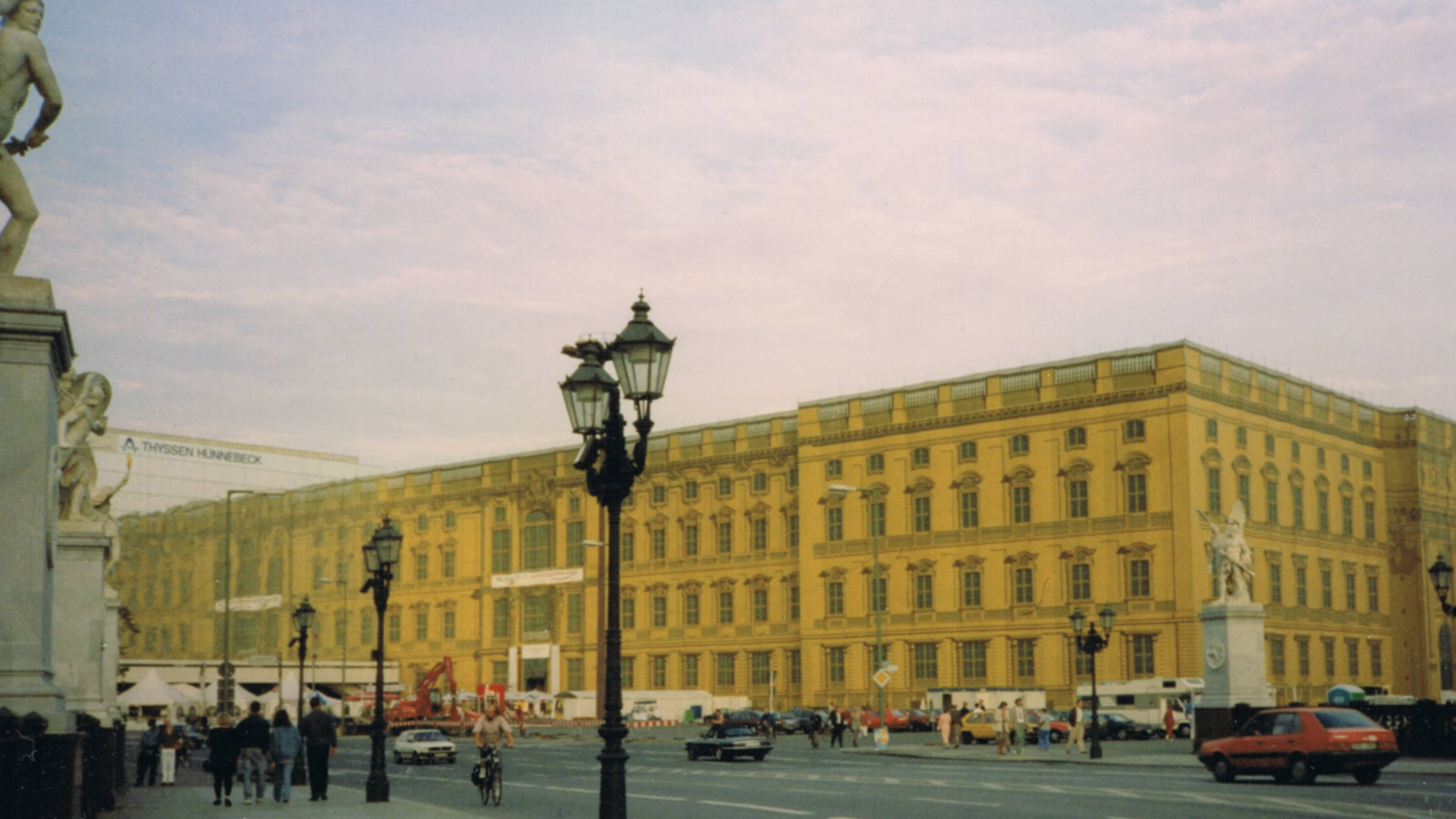
Schlosssimulation, 1994

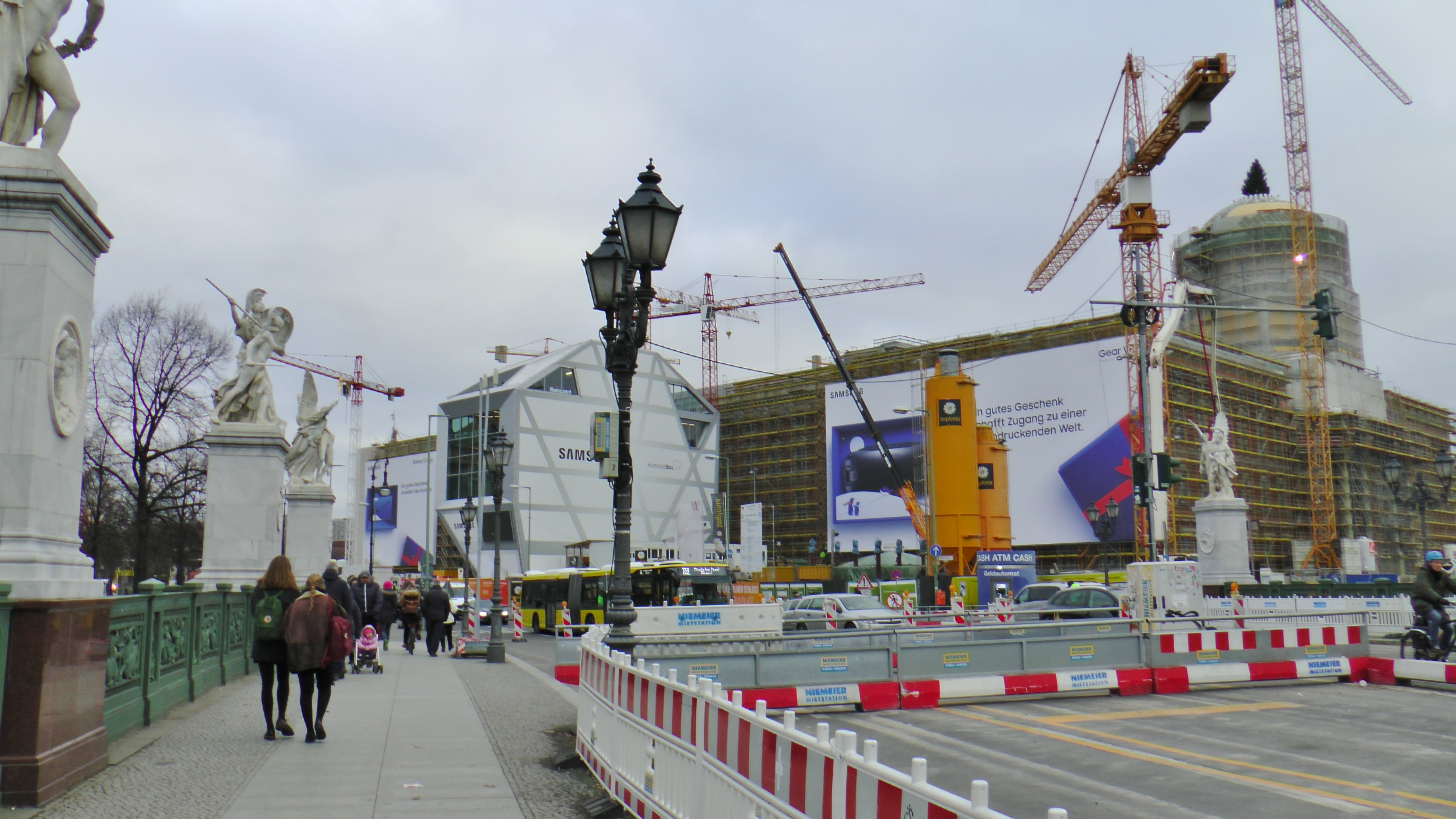
Schlossbaustelle, 2016

### Vorgeschichte
Das Berliner Schloss war im Zeitraum von seiner Erbauung 1443–1918 die hauptstädtische Residenz der brandenburg-preußischen Herrscher aus dem Haus Hohenzollern. Der Kurfürst und spätere preußische König Friedrich I. ließ es durch den Architekten und Bildhauer Andreas Schlüter in den Jahren 1698–1713 umformen und erweitern. Das Gebäude galt als ein Hauptwerk des norddeutschen Barock. Beim alliierten Luftangriff vom 3. Februar 1945 auf das Berliner Stadtzentrum brannte das Schloss bis auf den Nordwestflügel aus, war aber für den Wiederaufbau vorgesehen. Auf Beschlusses des III. Parteitags der SED wurde es 1950 zur Anlage des Marx-Engels-Platzes gesprengt. In den 1970er Jahren wurde an der Spreeseite des Platzes der Palast der Republik gebaut. Er war der Sitz der Volkskammer.
Der Palast der Republik war stark mit Spritzasbest belastet. In einer öffentlichen Diskussion wurde über eine umfassende Sanierung debattiert (siehe Abschnitt Initiativen zum Wiederaufbau) und das Gebäude für drei Jahre als Ausstellungsfläche zwischengenutzt. Auf Grundlage eines Bundestags-Beschlusses von 2003 wurde das Gebäude bis 2009 abgerissen. Im Anschluss wurde die Fläche vorübergehend mit einer Rasenfläche begrünt. Im Jahr 2011 wurde die temporäre Humboldt-Box aufgebaut, die bis Dezember 2018 existierte. In dem mehrstöckigen Bau konnten sich Besucher über die Pläne für den künftigen Bau des Humboldt Forums anhand von Modellen und Simulationen informieren.

### Politische Beschlüsse, Vorbereitung
Die von der Bundesregierung und dem Berliner Senat am 31. Oktober 2000 eingesetzte Internationale Expertenkommission Historische Mitte Berlin unter Vorsitz des früheren Wiener Wohnbaustadtrates Hannes Swoboda legte ihren Abschlussbericht am 17. April 2002 vor. Es bestand weitgehende Übereinstimmung, dass sich die Neubebauung des Platzes aus städtebaulichen Gründen an der Kubatur und dem Erscheinungsbild des ehemaligen Schlosses orientieren solle. Mit knapper Mehrheit empfahl die Kommission die Rekonstruktion der barocken Fassaden nach Norden, Westen und Süden und im Schlüterhof. Die Expertenkommission entwickelte das Konzept des Humboldtforums, das an das Wirken der Brüder Alexander und Wilhelm von Humboldt erinnern und auf den Humanismus, „die große Geschichte deutscher und Berliner Wissenschaft, aber auch auf die Faszination des kulturell Entfernten“ verweisen soll.
Am 2. Juli 2002 beschloss der Deutsche Bundestag:

„Das Berliner Schloss soll in seinen drei Barockfassaden und mit dem Schlüterhof wiedererstehen, mit überwiegend neuzeitlich gestaltetem Interieur. Wo immer möglich, sollten historische Raumfolgen für ihren späteren Ausbau im originalen Format am alten Standort berücksichtigt werden. Die optimale Lösung wird über einen Einladungs-Realisierungswettbewerb ermittelt.“

Basierend auf dem Bundestagsbeschluss und nach Anhörung internationaler Fachleute und unter Beteiligung von Land und Stadt Berlin wurde in den Jahren 2003 bis 2007 der Wiederaufbau des Berliner Schlosses auf den Weg gebracht, und zwar gemäß dem Vorschlag der Kommission mit Replik der barocken Fassaden der Nord-, West- und Südseite sowie des Schlüterhofs. Für den Bund als Bauherrn stimmte am 4. Juli 2007 das Bundeskabinett dem Konzept des Bundesministeriums für Verkehr, Bau und Stadtentwicklung zu.

### Initiativen zum Wiederaufbau
Ein Jahr nach dem Fall der Berliner Mauer setzte am 30. November 1990 mit dem Artikel „Denkmal der Baugeschichte und verlorene Mitte Berlins. Das Neue Berlin, Schloss oder Parkplatz?“ von Joachim C. Fest in der FAZ die öffentliche Debatte um den Wiederaufbau des Berliner Schlosses ein. Nach der deutschen Wiedervereinigung wurde ein Wiederaufbau des Schlosses im Kontext des deutschen Selbstverständnisses und der problematischen Geschichte Deutschlands diskutiert. Viele Prominente, darunter ehemalige DDR-Bürger, sprachen sich für das Schloss aus, während sich viele Architekten und einige Denkmalpfleger kritisch gegenüber einer Rekonstruktion äußerten.
Im Jahr 1991 wurde die Gesellschaft zum Wiederaufbau des Berliner Stadtschlosses gegründet, die sich im Jahr 2003 in Gesellschaft Berliner Schloss umbenannte. 1992 entstand der Förderverein Berliner Schloss um den Unternehmer Wilhelm von Boddien und viele Multiplikatoren. Der Förderverein ließ 1993/1994 für eineinhalb Jahre mit dem farbigen Fassadenabbild des Schlosses bedruckte Folie am Originalstandort aufstellen, um das äußere Erscheinungsbild und die Ausmaße sichtbar zu machen und für den Wiederaufbau zu werben. Das detaillierte Fassadenabbild wurde von den Pariser Ateliers Catherine Feff gemalt und im Maßstab 1:1 mit dem weltgrößten Raumgerüst aufgestellt. Die Installation war privat über Spenden finanziert, unter anderem von Thyssen-Hünnebeck (heute: Hünnebeck Deutschland GmbH). Dieses erste Zeichen für einen Wiederaufbau brachte dem Schloss verstärkt und nachhaltig Medieninteresse.

### Architektonische Varianten
Im April 2002 legte die Internationale Expertenkommission Historische Mitte Berlin der Bundesregierung und dem Senat von Berlin einen Abschlussbericht mit Empfehlungen zu Nutzung, städtebaulichen Umfeld, Architektur und Finanzierung eines zu errichtenden Gebäudes auf dem Schloßplatz vor. Dieser umfasste zwei architektonische Varianten: Einen Wettbewerb für einen Neubau, der lediglich die Kubaturen des Schlosses aufnehmen müsse, was auch einen kompletten Wiederaufbau des Schlosses ermöglicht hätte („Lasst Schlüter beim Wettbewerb mitmachen“), und alternativ dazu eine Entscheidung zum Wiederaufbau des Schlossäußeren mit mindestens den drei beherrschenden Barockfassaden und dem kleineren Schlosshof. Ein Minderheitenvotum gegen den Bau und für den Erhalt des Palastes der Republik wurde von Bruno Flierl abgegeben, alle anderen Mitglieder folgten dem Vorschlag von Vittorio Magnago Lampugnani und sprachen sich für Wiederaufbau eines Schlossneubaus aus. Im Abschlussbericht schloss die Kommissionsmehrheit „die vollständige Rekonstruktion des einstigen Schlosses im Äußeren wie im Inneren aus“, plädierte aber „für die Wiedererrichtung einiger wichtiger Innenräume und in Abhängigkeit von der Nutzung die Einhaltung der alten Geschosshöhen“. Daneben gab es zwei Minderheitsvoten einzelner Kommissionsmitglieder, eines mit einer ergebnisoffenen Wettbewerbslösung zur Bebauung des Platzes und eines mit einem zweistufigen Wettbewerb über alle von der Kommission vorgelegten Gestaltungsvarianten.
Am 4. Juli 2002 stimmte der Bundestag mit annähernder Zweidrittelmehrheit für die Variante der Kommissionsmehrheit, also für einen Neubau mit einer Nachbildung der Schlossfassade. Diese Abstimmung war noch kein endgültiger Baubeschluss, da ein solcher erst mit der Bewilligung der finanziellen Mittel im Haushalt nach den Architektenwettbewerben zustande kommt. Hier spielte die kritische Haushaltslage des Bundes eine wichtige Rolle. Die Debatte um die Gestaltung des Baus war somit noch nicht beendet. Im November 2003 bestätigte der Bundestag seinen Beschluss vom Vorjahr fast einstimmig. Das neue Schloss sollte nicht nur um des Gebäudes willen entstehen, sondern Aufgaben übernehmen, die an die „vielschichtigen Vorgeschichten des Ortes“ anknüpfen; kaum sonst in Berlin hätten sich „in den letzten Jahrhunderten gesellschaftliche, städtebauliche, politische und kulturelle Entwicklungen so verdichtet“ wie dort. Weitergehende Pläne wurden aufgegeben, etwa die Nutzung des Ostflügels als Hotel und der Bau einer Tiefgarage oder eines zweiten Untergeschosses sowie der Überdachung des Schlüterhofes. Das Schloss soll ausschließlich kulturell genutzt werden, es soll zusammen mit den Museen der Spreeinsel ein Zentrum der Weltkulturen und -künste sein. Der Architektenwettbewerb wurde daraufhin im Dezember 2007 ausgeschrieben; ein Jahr später sollte die berufene und mit Vertretern aller Schlossoptionen äußerst heterogen besetzte Jury ihre Entscheidung treffen.

## Bau

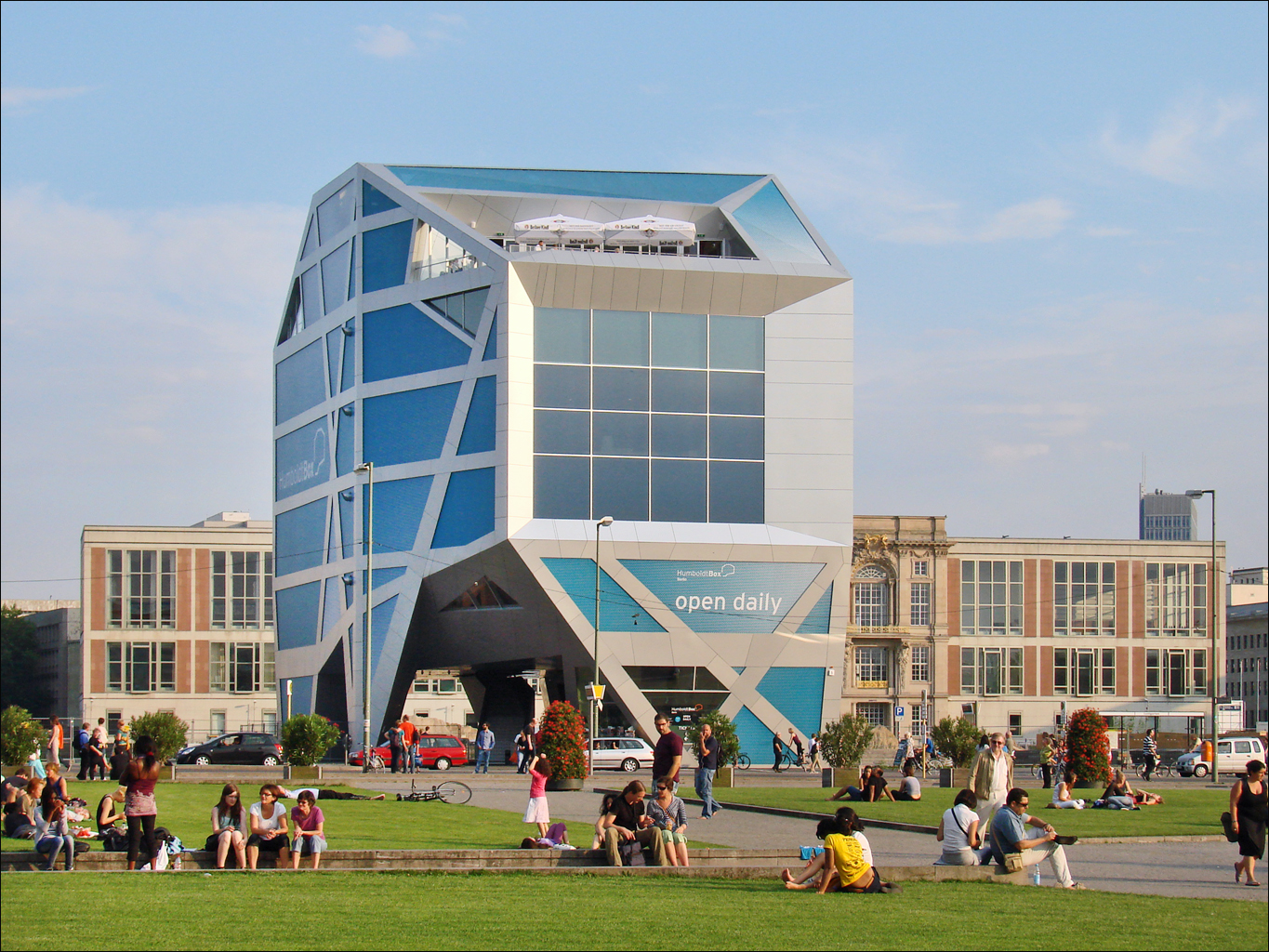
Blick vom Lustgarten zur Humboldt-Box, 2011

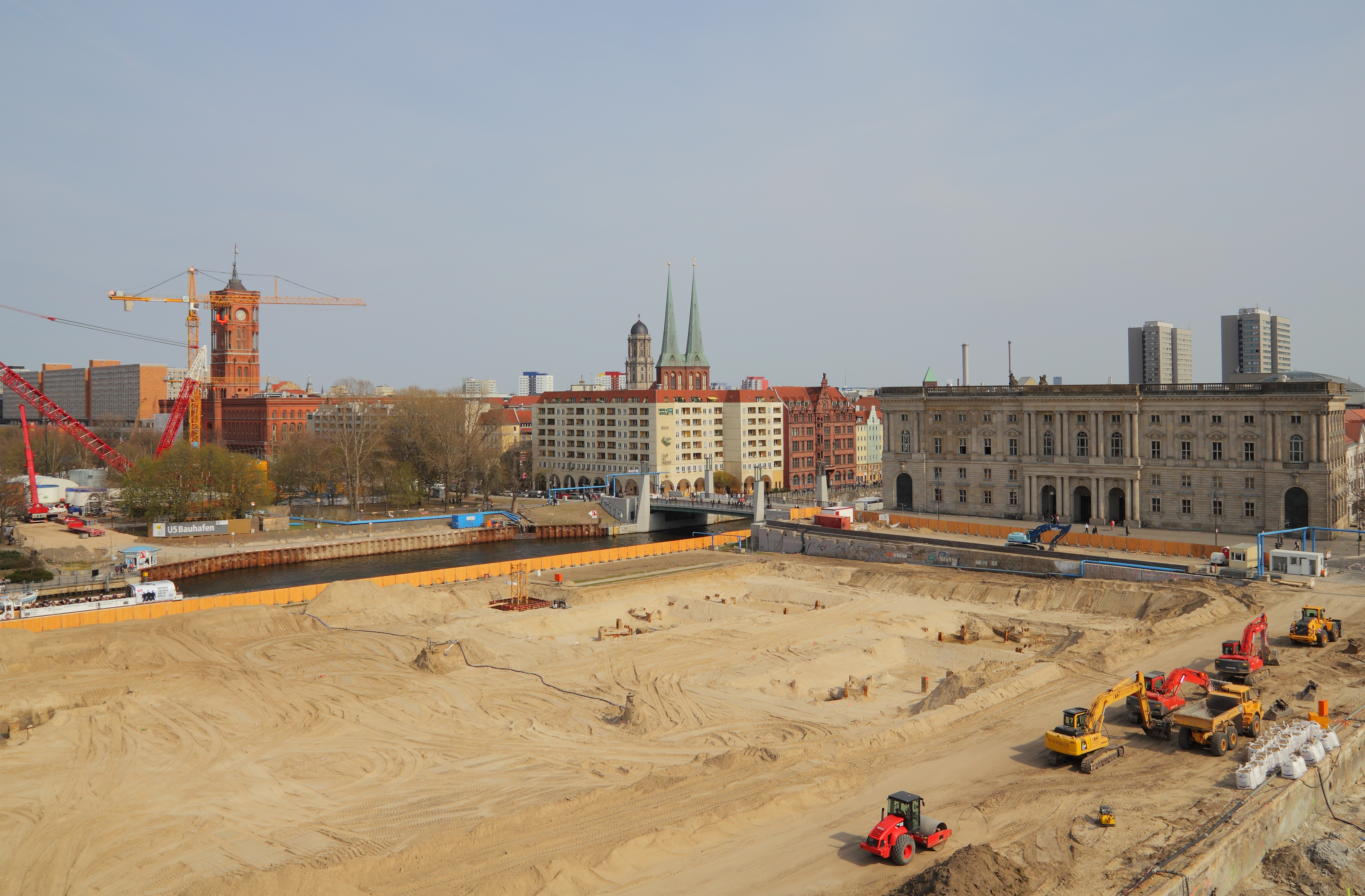
Blick von der Humboldt-Box auf die Schlossbaustelle, 2013

### Humboldt Forum
Im Abschlussbericht der Expertenkommission im Jahr 2002 wurde empfohlen, ein Humboldtforum als Kulturstandort im Schlosswiederaufbau unterzubringen. Das Forum zeigt seit 2020 die Sammlungen der außereuropäischen Kunst der Stiftung Preußischer Kulturbesitz aus dem Museumszentrum Dahlem der Öffentlichkeit und ermöglicht mit den Sammlungen der europäischen Kunst auf der Museumsinsel Einblick in die internationale Kultur. Außerdem wurde ein Wissenschaftsmuseum mit diversen Sammlungen errichtet und eine Büchersammlung der Zentral- und Landesbibliothek Berlin sowie der Staatsbibliothek zu Berlin bereitgestellt. Ein als „Agora“ bezeichnetes Veranstaltungszentrum soll die Kommunikation zwischen den verschiedenen Kulturen befördern. Hier soll an das wissenschaftlich-kulturelle Erbe des Ortes angeknüpft werden, „eine einmalige kulturelle und wissenschaftliche Topographie, die das neue geistige Zentrum der Hauptstadt Berlin werden kann“ (Hermann Parzinger), mit Dom, Zeughaus, Universität, Oper und Museumsinsel.

### Architektenwettbewerb
Am 26. November 2007 wurde zusammen mit dem damaligen Bundesbauminister Wolfgang Tiefensee in Berlin ein Architektenwettbewerb für das Gebäude des Humboldt Forums ausgelobt und am 21. Dezember 2007 veröffentlicht. Das Forum solle im Zentrum Berlins zur städtebaulichen Neugestaltung beitragen und einen internationalen kulturellen Dialog der Kunst und der Wissenschaft in einem dafür nach hohen Maßstäben angemessenen Neubau ermöglichen. Nach Architektenauswahl im Juni 2008 für den eigentlichen Wettbewerb sollte die Jury im November 2008 über die eingereichten Entwürfe entscheiden. In die Jury wurden 15 Preisrichter berufen, darunter die Architekten David Chipperfield (London), Giorgio Grassi (Mailand), Petra Kahlfeldt (Berlin), Peter Kulka (Dresden), Vittorio Magnago Lampugnani (Mailand) und Hans-Günter Merz (Stuttgart und Berlin) sowie Gesine Weinmiller (Berlin).
Der Außenbau sollte laut Wettbewerbsbedingungen Repliken der Nord-, West- und Südfassade des ehemaligen Schlosses erhalten. Außerdem sollten drei Seiten des Schlüterhofes rekonstruiert und eine Kuppel über dem Hauptportal errichtet werden. Der Gestaltung der Architekten überlassen war die Ostfassade, der Entwurf der Kuppel sowie bis auf den Schlüterhof das Innere des Humboldt Forums. Am Wettbewerb nahmen 158 Architekturbüros teil, wobei die Wettbewerbsauflagen in Form der Repliken der Schlossfassaden auf Kritik stießen und als hinderlich für kreative Entwürfe angesehen wurden. Da die dreiseitige Gestaltung der Fassaden des Humboldt Forums als Replik des seinerzeitigen Berliner Schlosses und des Schlüterhofes sowie eine Kuppel-Ausbildung als Wettbewerbsvorgabe festgelegt waren, war nur die Gestaltung des Neubaus nach Osten und im Inneren mit Ausnahme des Schlüterhofs offen. Die Grenzen zwischen Ausstellungs- und Tagungsräumen sollten fließend sein, um der Öffnung für weltweite Kultur- und Themen-Präsentationen Rechnung zu tragen.
Der Architektenwettbewerb wurde am 28. November 2008 durch Prämierung der Entwürfe zum Neubau des Humboldt Forums abgeschlossen. Der Jury-Vorsitzende Vittorio Lampugnani und Bundesbauminister Wolfgang Tiefensee gaben bekannt, 30 Entwürfe hätten die zweite Runde erreicht. Nach zweitägigen Beratungen des Preisgerichtes und nach einstimmigem Entscheid erläuterten Lampugnani und Tiefensee, dass der weitgehend am historischen Vorbild orientierte Entwurf des Architekturbüros Franco Stella aus Vicenza mit dem ersten Preis prämiert wurde. Der Preis war mit 100.000 Euro dotiert. Der Entwurf Stellas sieht neben den vorgeschriebenen Schlossfassaden eine Rekonstruktion der Stüler-Kuppel mit der Schlosskapelle vor. Die Ostfassade zur Spree hin soll ein zurückhaltender, durch eine Fuge vom historisierenden Neubau getrennter Block mit Loggien bilden, der keinen Bezug zum ehemaligen Renaissanceflügel des Schlosses hat. Der Entwurf sieht weiterhin die Rekonstruktion der Fassaden im Eosanderhof vor:
Die Jury hatte sich einstimmig für Stellas Modell ausgesprochen, um damit das Humboldt Forum umzusetzen. Dem Italiener sei es gelungen, „einerseits das Historische wieder entstehen zu lassen und andererseits eine moderne Antwort“ zu finden. Diese besteht sicherlich darin, dass sich die frei gestaltbare Ostseite an italienische Loggienfassaden anlehnt und eine gewisse Leichtigkeit herzustellen vermag. Die Jury hatte allerdings nur eine Empfehlung an den Bauträger Bundesrepublik Deutschland aussprechen können, die verbindliche Beschlussfassung blieb dem Bundestag vorbehalten. Die Bundesregierung musste den Baubeginn des Humboldt Forums im Rahmen der Sparbeschlüsse vom Juni 2010 auf das Jahr 2014 verschieben. Neben dem ersten Preis wurden vier dritte Preise à 30.000 Euro an vier weitere Architekturbüros, darunter Kollhoff Architekten, sowie ein Sonderpreis für den Entwurf einer gläsernen Überdachung vergeben. Ein zweiter Preis wurde nicht vergeben.
2009 klagte der drittplatzierte Architekt Hans Kollhoff vor dem Bundeskartellamt gegen die Auftragsvergabe an Franco Stella, da dieser die Wettbewerbsvoraussetzungen nicht erfüllt habe. Diese sahen vor, dass jeder Teilnehmer in den vorausgegangenen Jahren einen gewissen Mindestumsatz erzielt sowie eine Mindestzahl von Mitarbeitern beschäftigt habe. Das Bundeskartellamt entschied, dass der Vertrag mit Stella nichtig sei. Später erklärte das Düsseldorfer Oberlandesgericht den Vertrag letztinstanzlich für formell rechtsunwirksam, da die Mitbewerber nicht rechtzeitig über den Abschluss informiert wurden. Inhaltlich sei das Vergabeverfahren aber nicht zu beanstanden, da bezüglich der Eignungsprüfung der Bund einen weiten Spielraum besäße. In der Folge durfte der Vertrag nachgebessert werden.

### Zwischennutzung und Ausgrabungen
Der Abriss des Palastes der Republik verzögerte sich mehrfach und die gesamte Fläche des künftigen Gebäudes wurde erst Mitte 2009 vollständig geräumt. Für eine mögliche Zwischennutzung des Geländes bis zum ursprünglich geplanten Baubeginn des Humboldtforums im Jahr 2010 verblieb damit ein Jahr Zeit. Nach einem Wettbewerb fiel die Entscheidung, eine Kunsthalle zu errichten und die restliche Freifläche als Grünfläche zu gestalten.
Im Zuge der Vorbereitungen wurden die noch vorhandenen Kellerräume des Schlosses freigelegt, archäologisch untersucht sowie weitere Ausgrabungen vorgenommen. Dabei wurden auch die Reste des 1702 errichteten Münzturms entdeckt. Dieser sollte historisch dreimal so hoch wie die damalige Schlossfassade werden, musste jedoch kurz vor Fertigstellung abgerissen werden, da die Gründung im Boden nicht fest genug war und der Turm umzustürzen drohte. Im Rahmen der archäologischen Untersuchungen wurden außerdem Siedlungen aus dem 12. Jahrhundert festgestellt.

### Bauausführung
Franco Stella verpflichtete mit Hilmer & Sattler und Albrecht für die Planung sowie Gerkan, Marg und Partner zwei renommierte Architekturbüros für die Bauausführung.
Die Stiftung Berliner Schloss – Humboldt Forum vergab den Auftrag für die Rohbauarbeiten an den größten deutschen Baukonzern Hochtief Solutions. Am 12. Juni 2013 fand die Grundsteinlegung für das Humboldt Forum statt, am 12. Juni 2015 wurde das Richtfest für den vollendeten Rohbau des Neubaus samt Dachstuhl gefeiert. Im Sommer 2018 wurden die Außenfassaden fertiggestellt. Lobend erwähnt wurde in den Medien, dass sich der Neubau als eines der wenigen Großprojekte in Deutschland, speziell in Berlin bis Sommer 2019 im Zeit- und Kostenrahmen bewegte.
Die Vorab-Eröffnung hätte am 14. September 2019 stattfinden, der reguläre Betrieb des Gebäudes Ende 2019 aufgenommen werden sollen. Wegen Problemen an Heizungs- und Lüftungstechnik sowie beim Brandschutz musste dies verschoben werden.
Einzelne Teile des Gebäudes neben den bereits oben genannten sind unter anderem: die Laterne mit der vergoldeten Kuppel und dem Turmkreuz, das Portal und die großen Schmuckelemente an der Hauptfassade. Das umstrittene Kreuz auf der Kuppel wurde von der Erbin des Gründers des Otto-Konzerns gestiftet und trägt eine Plakette mit entsprechendem Hinweis. Die metallene Laterne wurde vom Bildhauer Andreas Hoferick nach historischen Unterlagen als Modell nachgestaltet und mit Fittkau Metallgestaltung entwickelt und hergestellt. Sie wurde am 29. Mai 2020 auf das Dach gehoben.  Ende 2020 waren dann die Arbeiten größtenteils abgeschlossen und das Museum wurde digital eröffnet. Große Teile des Humboldt Forums wurden bereits am 20. Juli 2021 eröffnet, wobei das vollständige Humboldt Forum erst am 17. September 2022 eröffnet wurde. Seit der Eröffnung beherbergt das Humboldt Forum das Ethnologische Museum und das Museum für Asiatische Kunst. Außerdem beherbergt es eine Berlin-Ausstellung des Stadtmuseums und das Humboldt-Labor der Humboldt-Universität wird im Gebäude einziehen.
Die Rekonstruktion entspricht dem baulichen Volumen, der Lage und dem größten Teil der Fassadengestaltung des barocken Berliner Schlosses. Als point de vue bildet es den krönenden Abschluss der barocken Monumentalachse des Boulevards Unter den Linden, der seinerseits das Ostende einer über mehrere Kilometer nach Westen ausgreifenden Ost-West-Achse ist. Die Hauptausrichtung mit der Fassadenreplik des ursprünglichen Schlosses erfolgte nach Westen, die modernistisch-schlichte Ansicht ist östlich der Spree zugewandt. Die räumliche Nähe zur benachbarten Humboldt-Universität kommt der Einbeziehung der Wissenschaft in das Konzept für das Humboldt Forum entgegen.

### Rezeption
Insbesondere die modernistische Spree-Fassade des Architekten Franco Stella wurde vielfach kritisiert. So stellt etwa der Kunstwissenschaftler und Architekturkritiker Nikolaus Bernau heraus, dass „durch den Verzicht auf die Rekonstruktion der älteren Bauteile an der Spree-Fassade historische Schichten Berlins versteckt werden und das Berliner Schloss zu einem reinen Barockschloss idealisiert werde, das es nie war“. Weiterhin warfen Kritiker dem Projekt vor, ein reaktionäres kulturelles Symbol zu sein. So verneinte der Historiker Yves Müller die Frage "Kann die Replik einer einstigen Herrscherresidenz Symbol für das demokratische Deutschland sein?" Politische Gruppen nutzen die Architektur für rechte Kampagnen im Internet.
Ende April 2024 reichte die Initiative Schlossaneignung eine Petition beim Deutschen Bundestag für die ästhetische Dekonstruktion der historischen Schlossfassade ein. Die Initiatoren um Philipp Meuser, Kristin Feireiss, Jürgen Zimmerer, Fred Plassmann, Elisabeth Broermann, Agnieszka Pufelska, Anna Yeboah, Anh-Linh Ngo, Max Czollek und Benjamin Foerster-Baldenius problematisierten die unverfälschte Rekonstruktion eines preußisch-absolutistischen Prunkbaus, der eine „unproblematische Idylle der […] Monarchie und des […] Kaiserreichs“ suggeriere und für politische Zwecke nutzbar mache. So habe der bereits für die Finanzierung des Baus maßgebliche Förderverein Spenden aus rechtsradikalen und antisemitischen Kreisen erhalten und sich davon nicht distanziert.

### Finanzierung

#### Gebäudeinneres
Der Bundestag beschloss 2007, die Kosten des gesamten Projekts auf 552 Millionen Euro zu beschränken, einschließlich der Umzugskosten der Museen in Höhe von 72 Millionen Euro. Am 4. Juli 2007 billigte das Regierungskabinett diese Finanzplanung für den Bau eines „Humboldtforums“ im Zentrum Berlins und machte damit den Weg frei für die Neubebauung. Mehrfach wurde der Baubeginn verschoben, zuletzt im Juni 2010 aufgrund von Sparplänen der Bundesregierung auf das Jahr 2014. Bundesbauminister Peter Ramsauer sprach sich dafür aus, einen kleinen Teil des vorgesehenen Geldes auf 2013 vorzuziehen, damit in diesem Jahr der erste Spatenstich erfolgen könne.
Am 6. Juli 2011 stimmte der Haushaltsausschuss des Bundestages ohne die Vertreter der Linken einer Erhöhung der Kosten um 38 Millionen Euro zu. In der neuen Gesamtsumme von nunmehr 590 Millionen Euro, die zugleich Kostenobergrenze sein sollte, war die „vollständige Rekonstruktion“ der Kuppel nicht enthalten. Diese würde mit anderen Extras auf 28,5 Millionen Euro zusätzlicher Baukosten kommen. Die Summe müsse durch Spenden aufgebracht werden, hieß es zu diesem Zeitpunkt. Durch einen anonymen Großspender wurde die Kuppel finanziert. Kreuz und Reichsapfel wurden durch die Witwe des Konzernchefs Werner A. Otto finanziert und enthalten eine „nicht ganz historische Inschrift“ des „Versandhaus-Sponsors“.

#### Schlossfassaden
Der private Förderverein Berliner Schloss e. V. (Geschäftsführer Wilhelm von Boddien) hat sich das Spendenziel von 80 Millionen Euro gesetzt. Diese Summe entspricht dem Mehrpreis der Schlossfassade gegenüber einer modernen. Sie soll ausreichen, die dem Bund zugesagte private Finanzierung der Rekonstruktion von jeweils drei Barockfassaden des Schlosses und des Schlüterhofs zu decken. Das Bundesbauministerium rechnete den Betrag von 80 Millionen Euro bereits fest in die Gesamtkostenplanung für das Schloss mit ein. Im November 2007 kalkulierte das Ministerium, dass allein die Natursteinarbeiten für die historischen Fassaden knapp 81 Millionen Euro kosten werden. Der Förderverein seinerseits betonte, nur für die Kosten der Wiederherstellung der historischen Fassadenelemente, nicht jedoch für die Baukosten der dahinter liegenden, tragenden Außenwände verantwortlich zu sein. Allerdings räumte er ein, dass sein Spendenziel aufgrund weiterer Entwicklungen nach oben korrigiert werden könnte, insbesondere wenn auch die Rekonstruktion der historischen Schlosskuppel privat finanziert werden sollte. Der Deutsche Bundestag beschloss den Wiederaufbau zunächst unter der Auflage, dass die Fassade vollständig aus Spenden finanziert werde.
Ab 2005 warben verschiedene Berliner Großunternehmen für Spenden. Dazu zählten die Berliner Verkehrsbetriebe (BVG) und die Wall AG. Bis zum Baubeginn des Schlosses ließ der Förderverein auf eigene Kosten Baupläne, Muster und Studien der Baudetails anfertigen, um eine möglichst schnelle Rekonstruktion der Fassade zu ermöglichen. Die von dem Architekten Stuhlemmer, Berlin, im Auftrage des Fördervereins entwickelten historischen Baupläne des Schlosses waren Grundlage für die Entwürfe der Architekten im Wettbewerb. Die originalen Baupläne Schlüters und Eosanders waren schon seit dem 18. Jahrhundert verschollen.
Unmittelbar vor der Grundsteinlegung im Juni 2013 berichtete der Spiegel unter Berufung auf das Bundesbauministerium, dass der Haushaltsausschuss das Ministerium bereits im Oktober 2012 ermächtigt habe, bei noch fehlenden Spenden die barocke Fassade aus öffentlichen Mitteln vorzufinanzieren. Über die eingegangenen Spenden gab es abweichende Angaben. Während der Verein angab, knapp 27 Millionen Euro an Spenden eingenommen zu haben, schrieb der Spiegel, dass bis Anfang Juni 2013 rund 10,4 Millionen Euro zu verbuchen waren. Im Oktober 2017 gab der Förderverein an, 73 von angestrebten 105 Millionen Euro erhalten zu haben.
Die westliche Fassade, nach ihrem ursprünglichen Hauptbaumeister auch Eosander-Fassade genannt, wurde im April 2023 durch Anbringung der nachgearbeiteten Großen Wappenkartusche endgültig fertig gestellt.

## Bauabschnitte in Bildern

### Jahr 2015

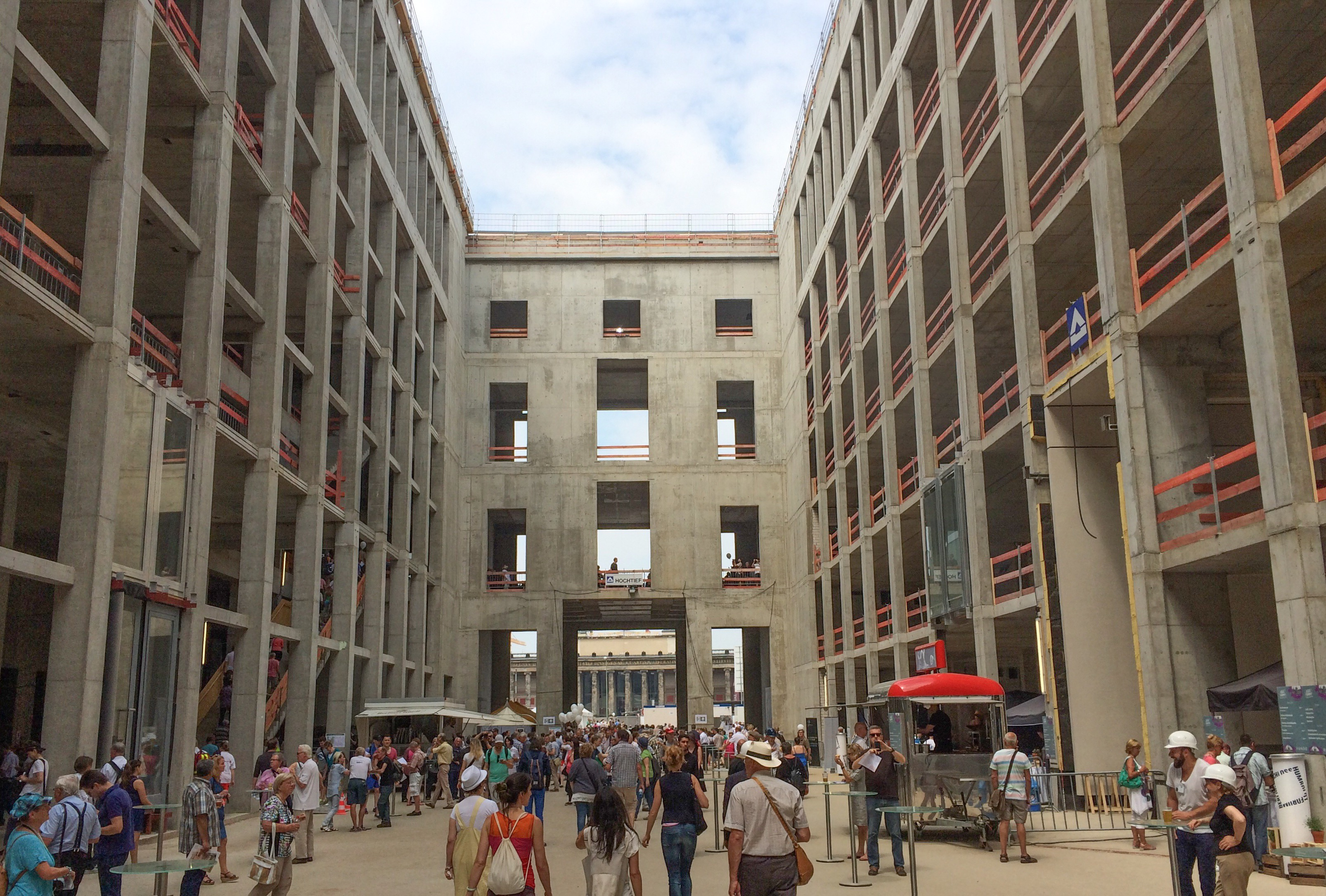
Blick in das im Bau befindliche Schlossforum durch Portal IV auf das Alte Museum, Juni 2015
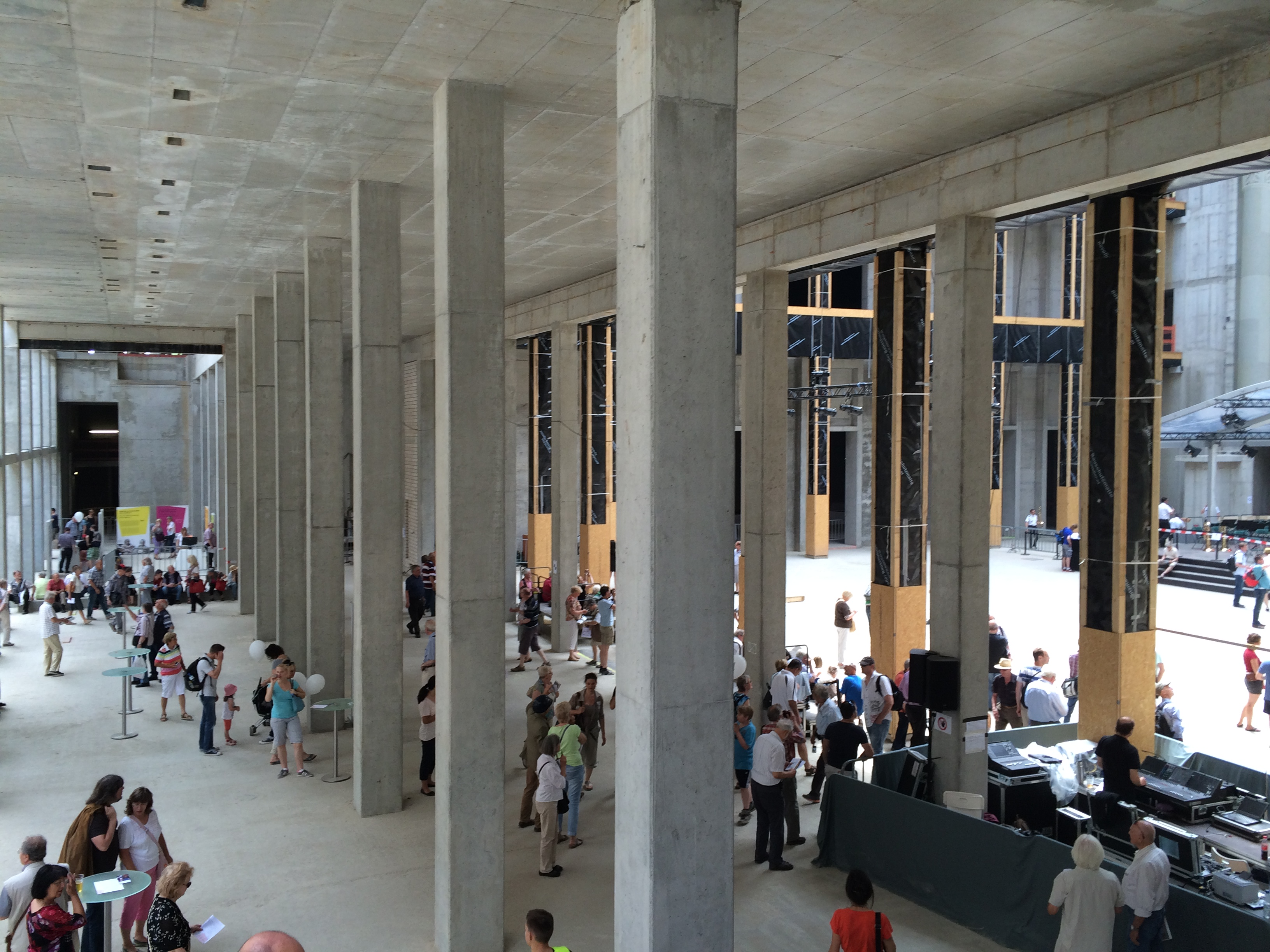
Blick vom Treppenaufgang zur Eingangshalle (Agora), Juni 2015
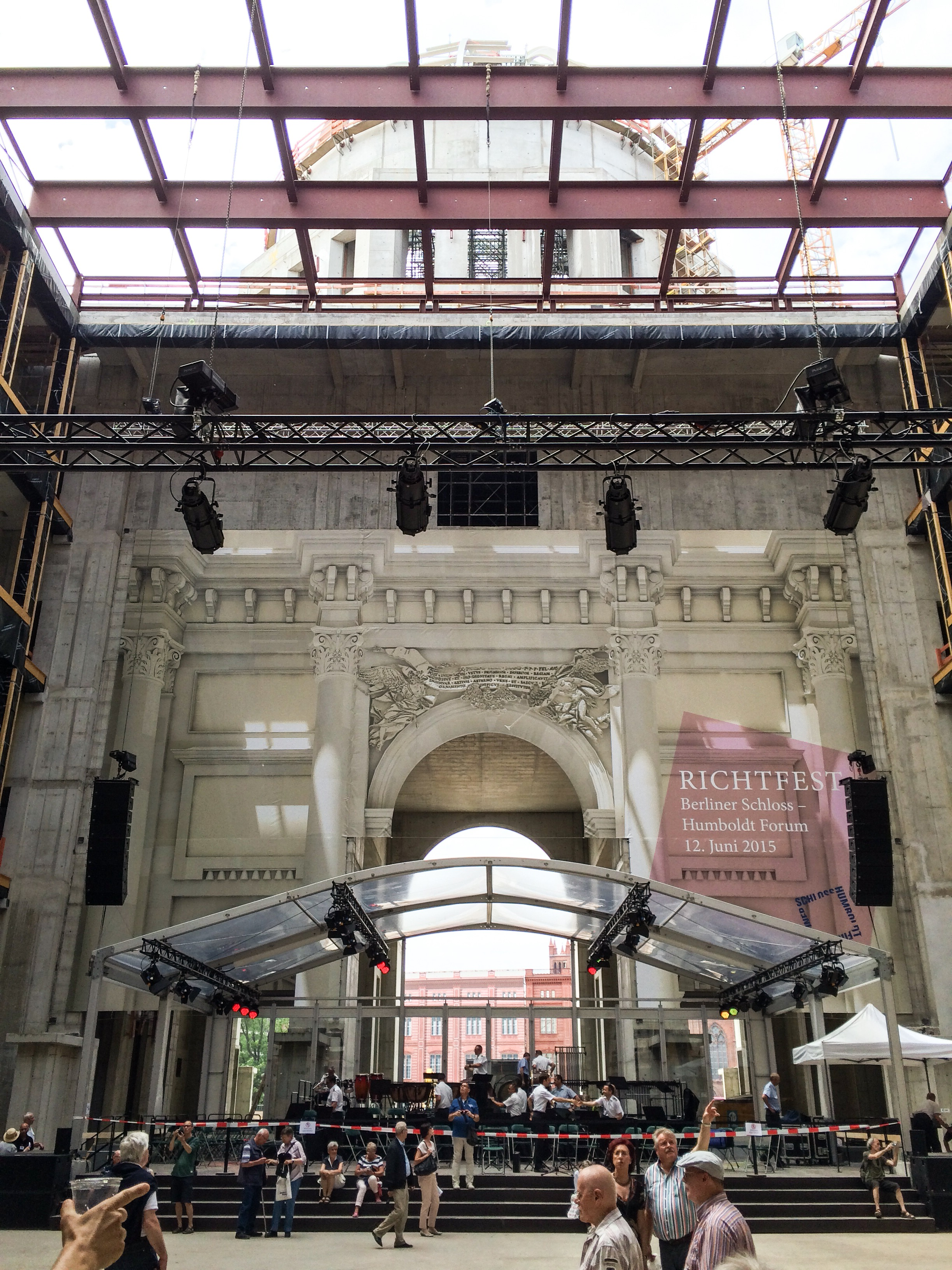
Eingangshalle, Blick zur Kuppel, Juni 2015
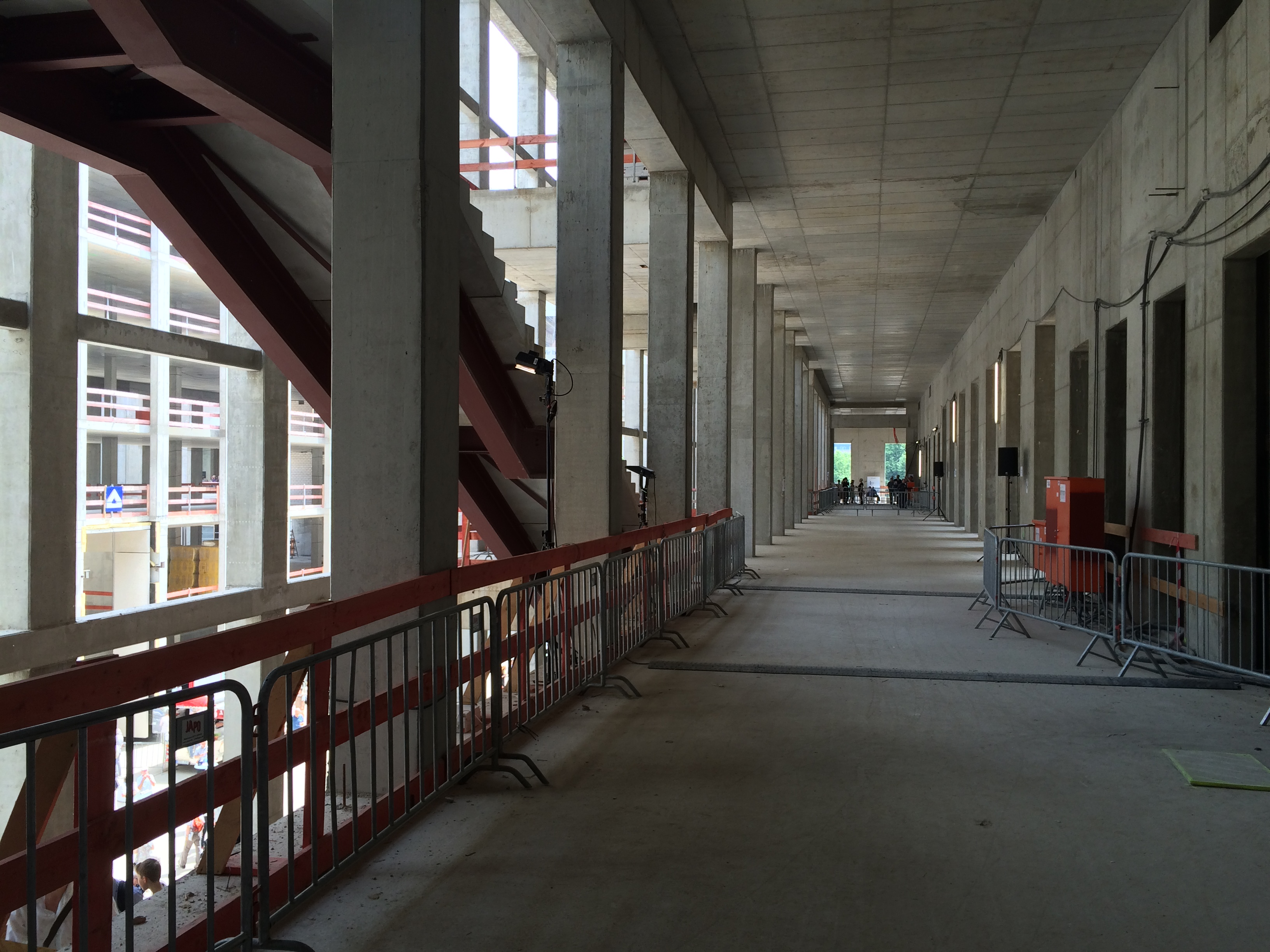
Treppenaufgang im 1. OG, künftige Ausstellungsflächen der Staatlichen Museen zu Berlin (SMB), Juni 2015

### Jahr 2016

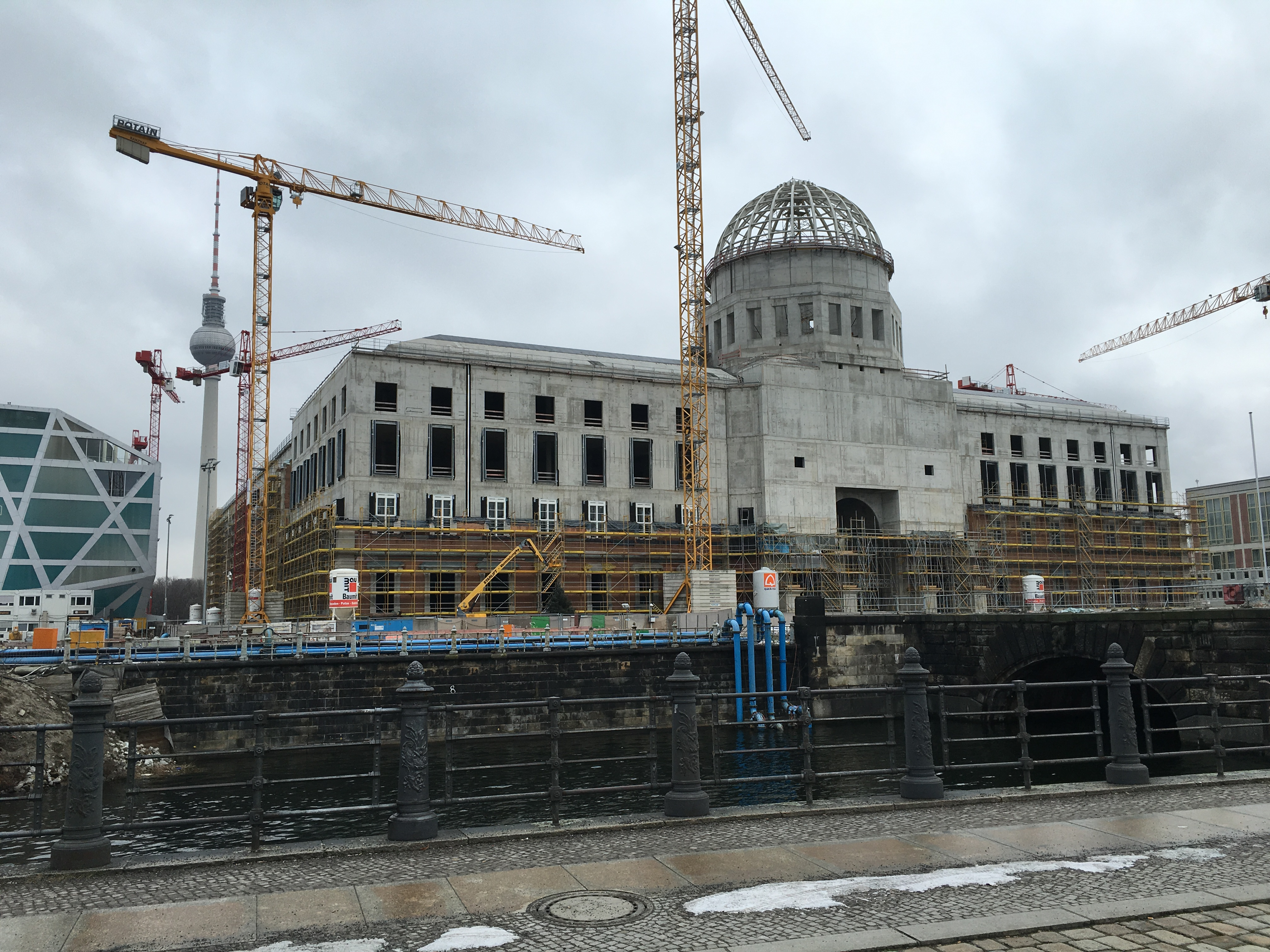
Humboldt Forum, 2016
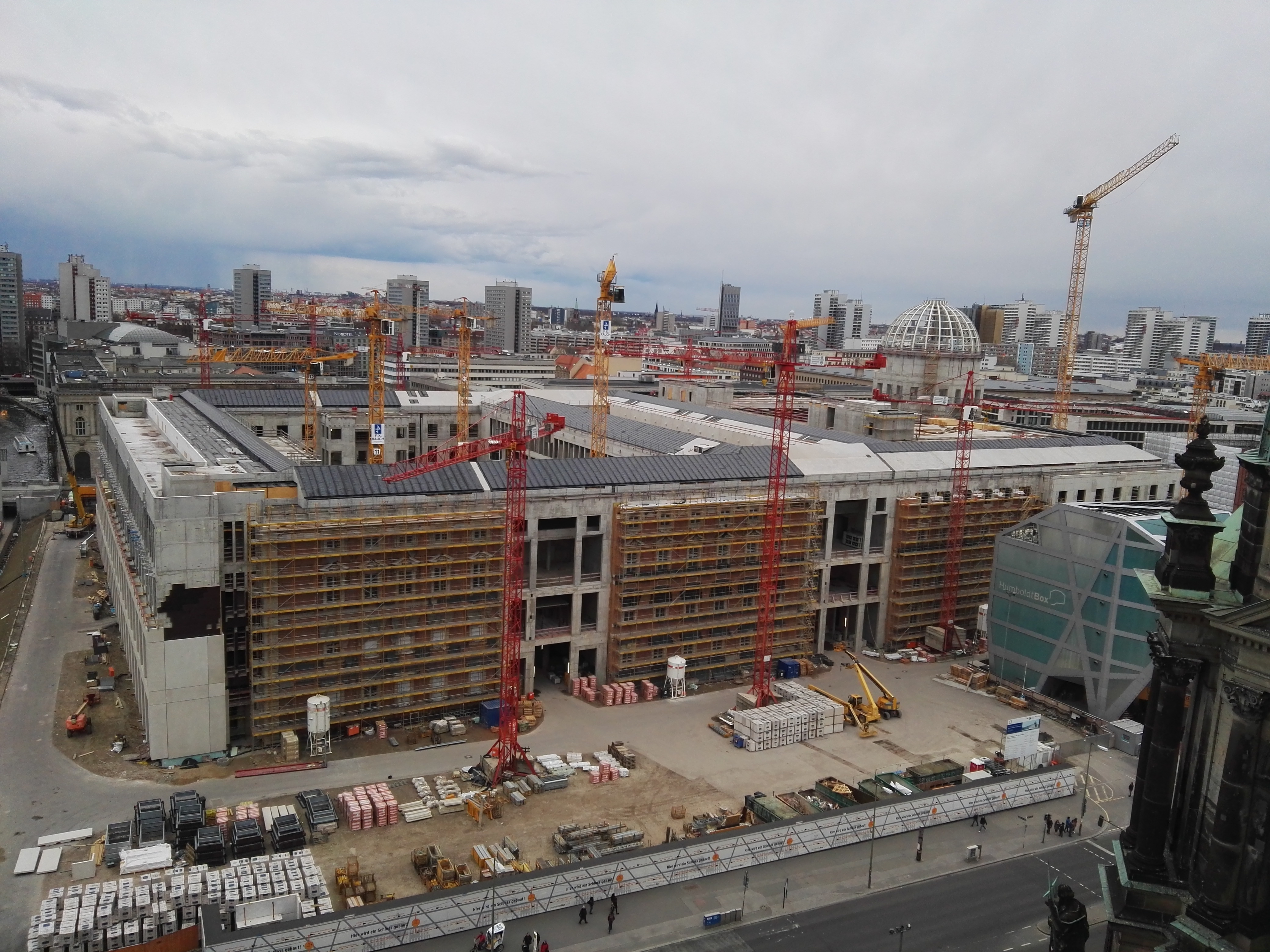
Blick vom Berliner Dom, 2016
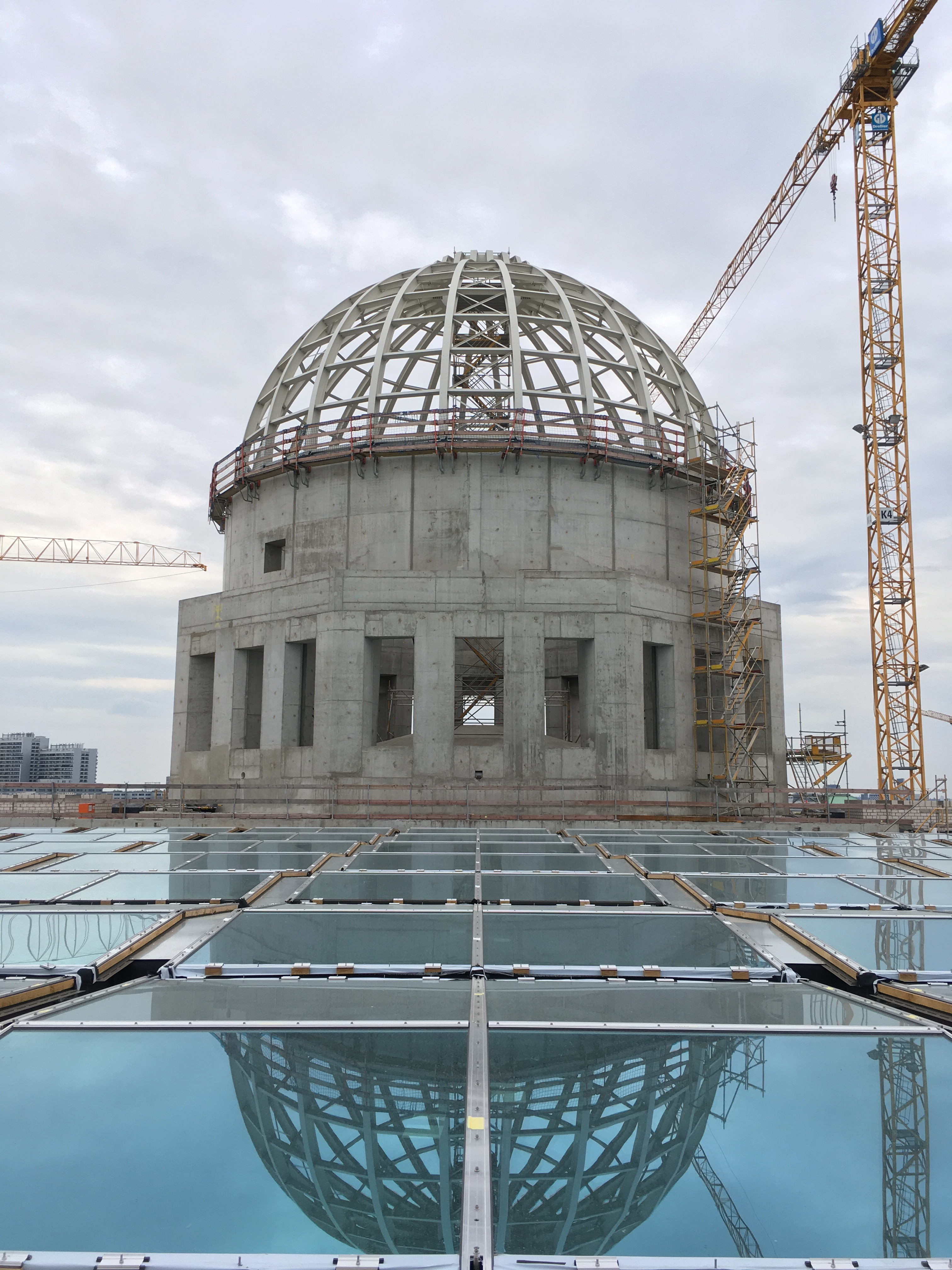
Kuppel im Bau, Juni 2016
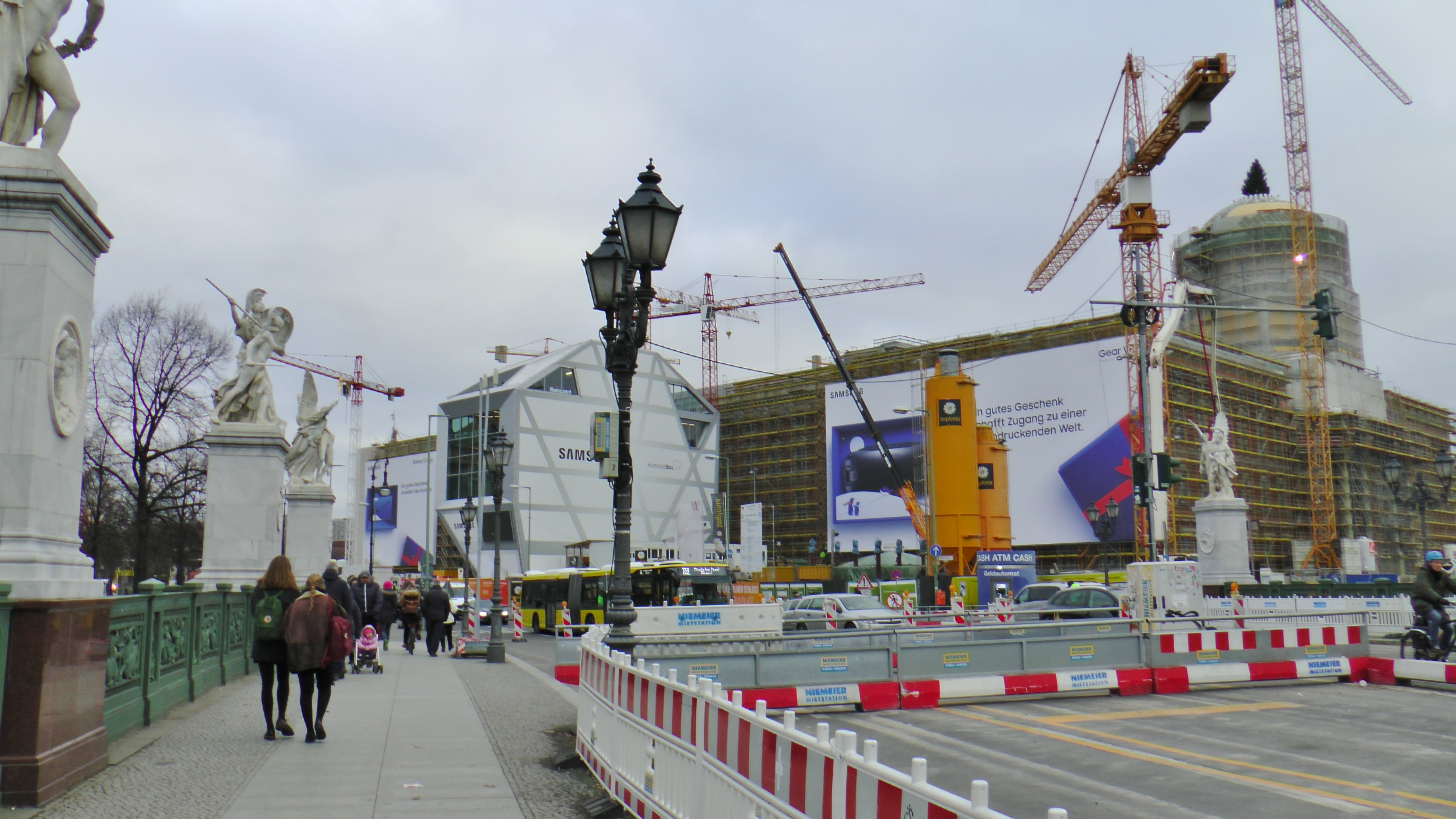
Blick von der Schloßbrücke, Dezember 2016

### Jahr 2017

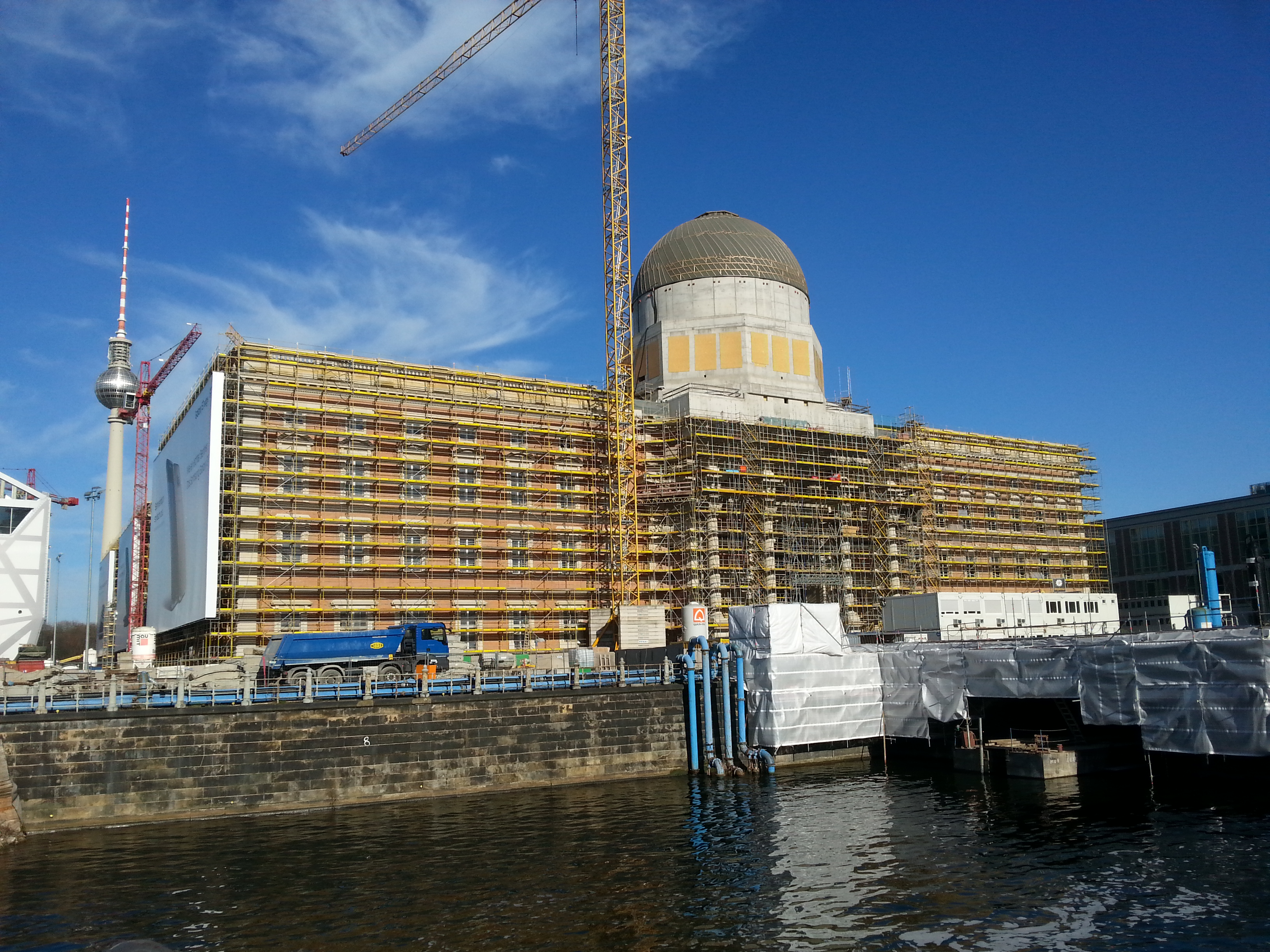
März 2017
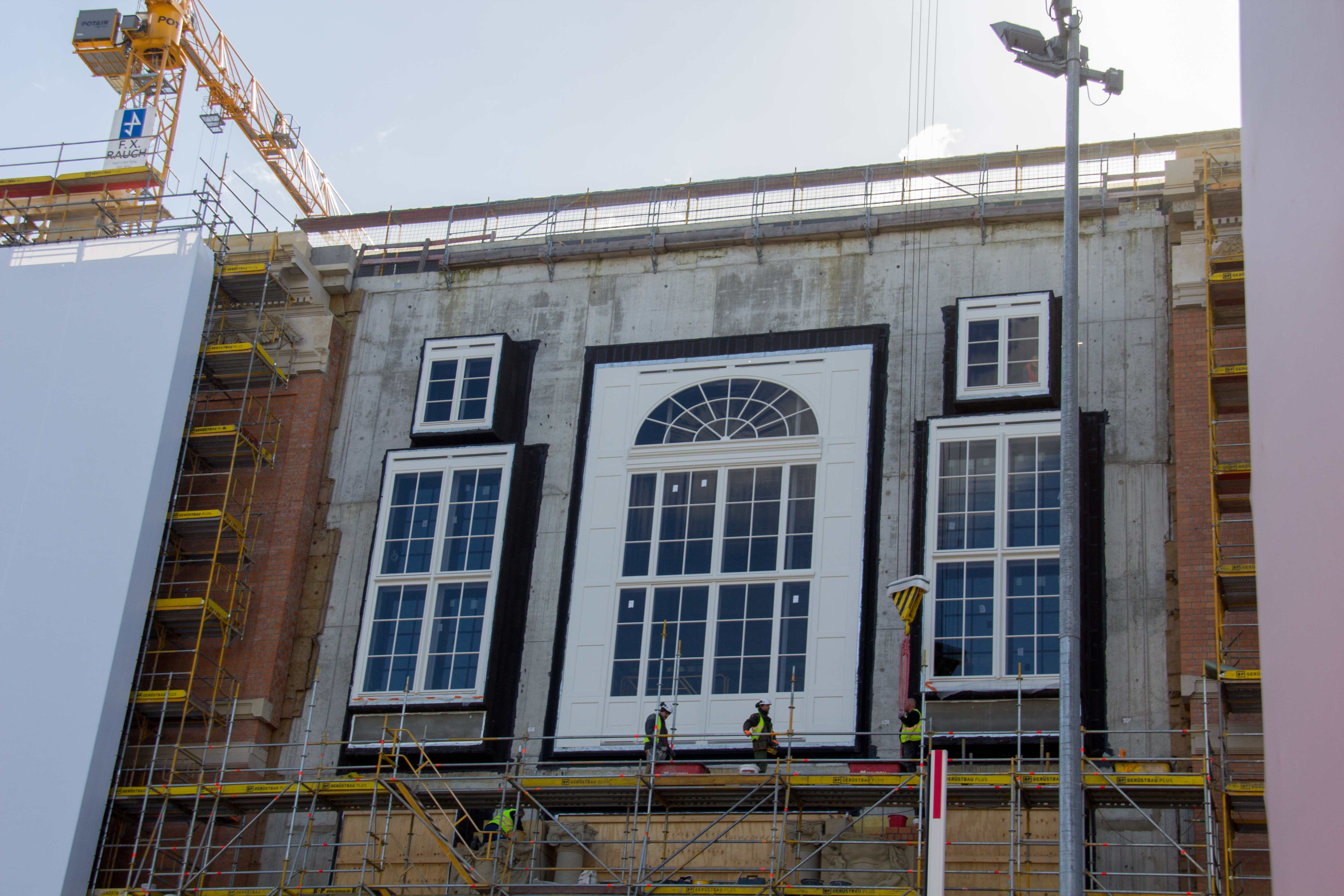
Fensterfronten, April 2017
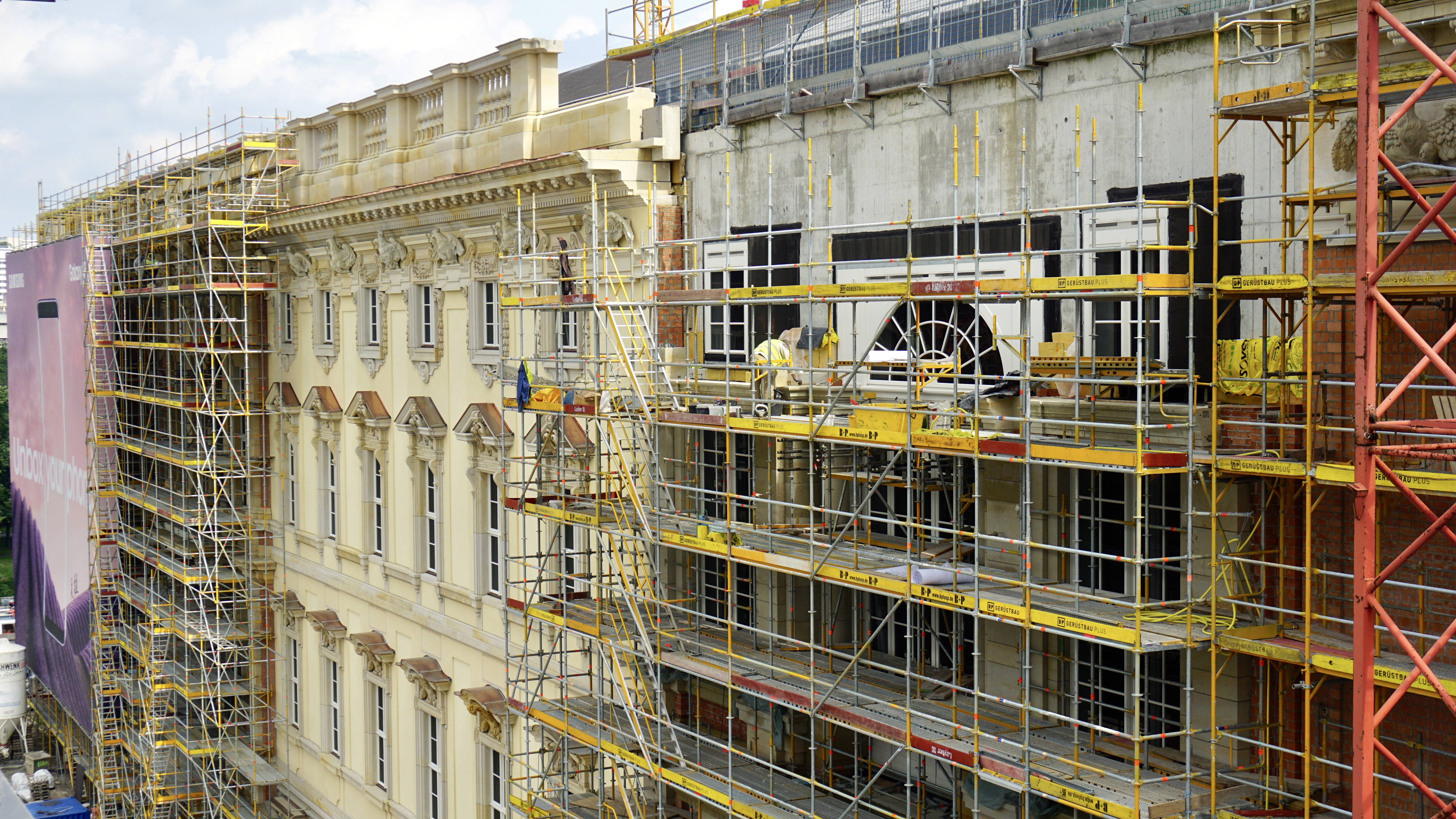
Bau, Juli 2017
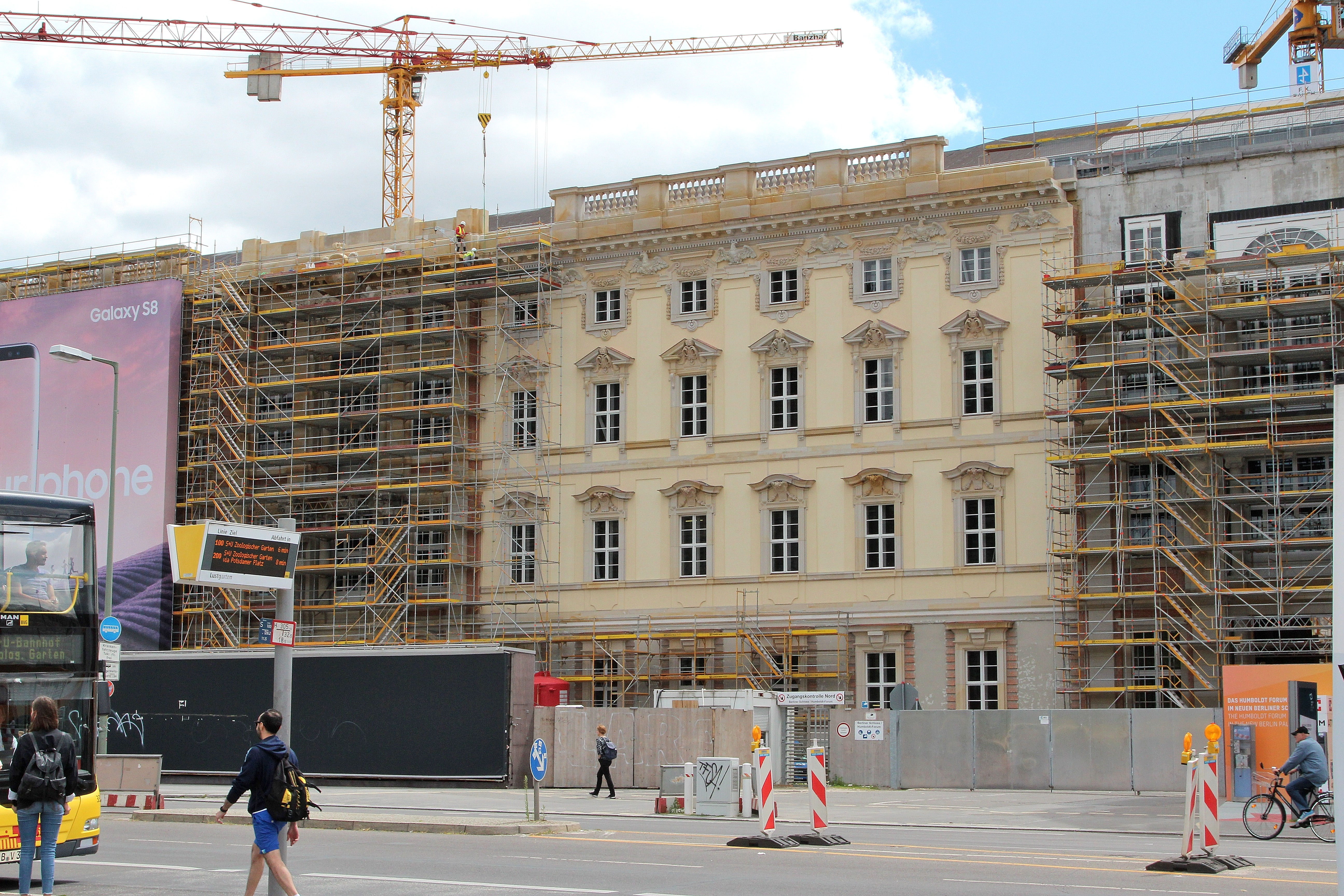
Nordfassade, Juli 2017

### Jahr 2018

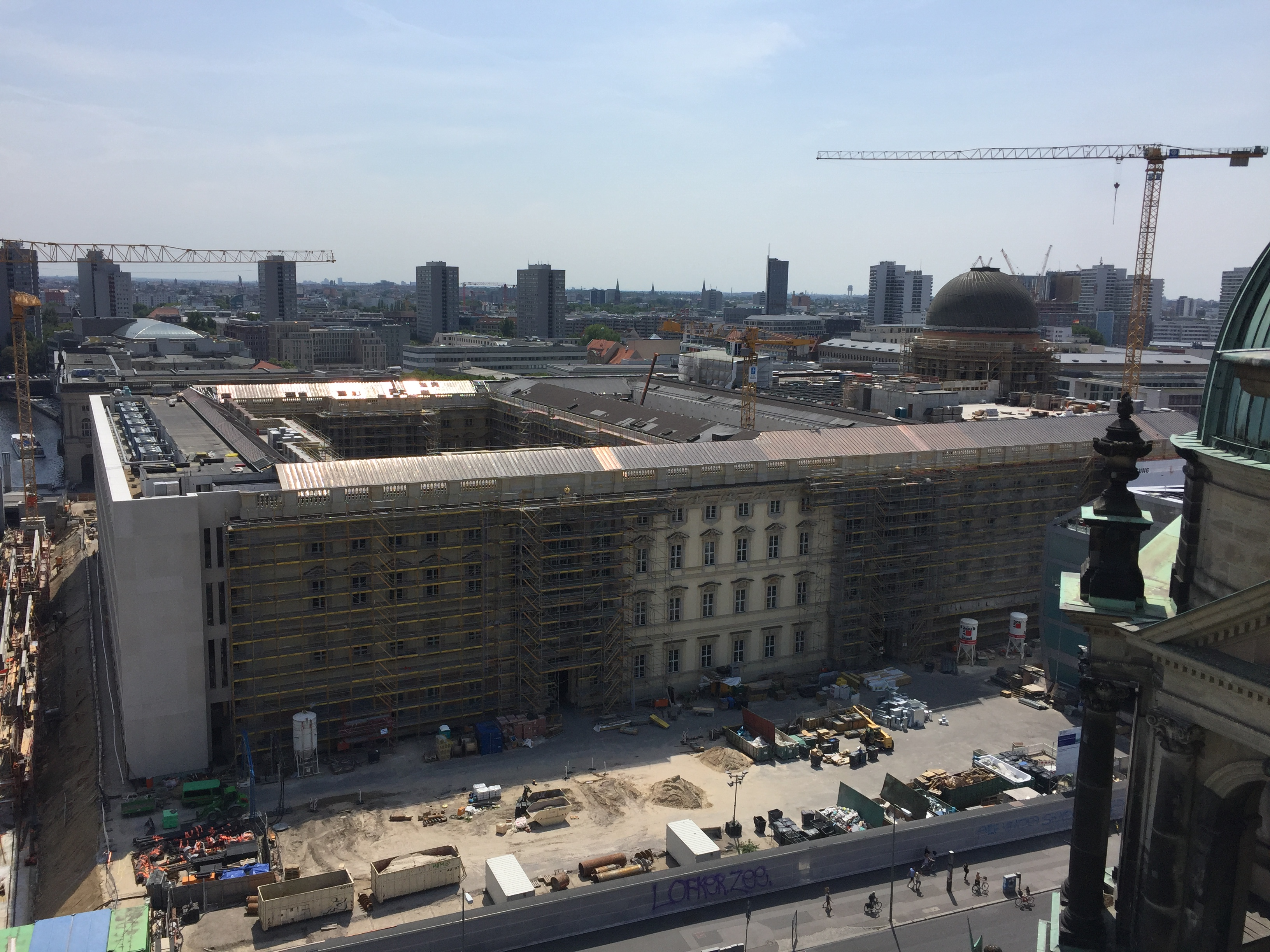
Blick auf das Schloss vom Berliner Dom aus, Juli 2018
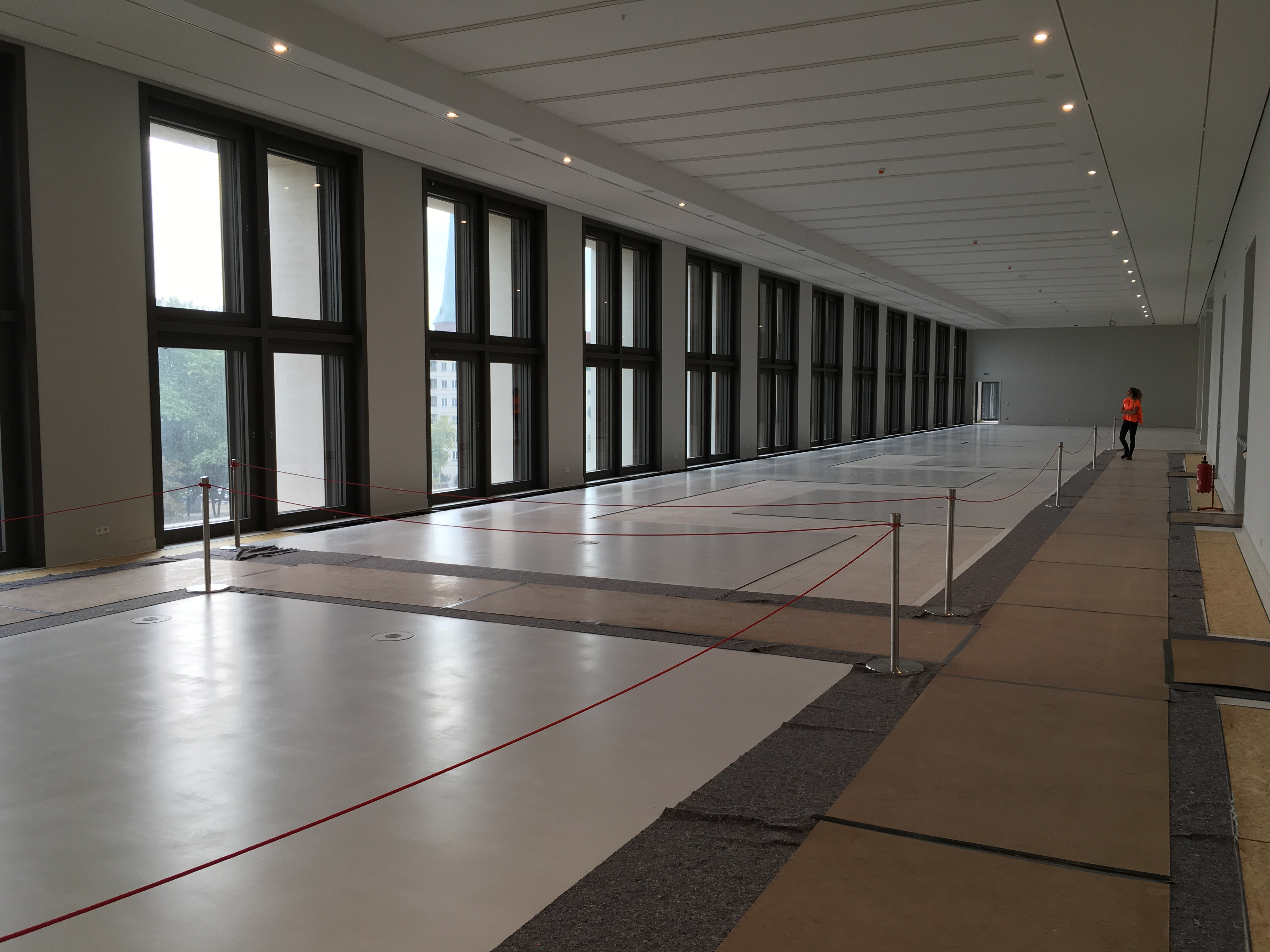
Künftige Ausstellungsflächen im 2. OG, August 2018
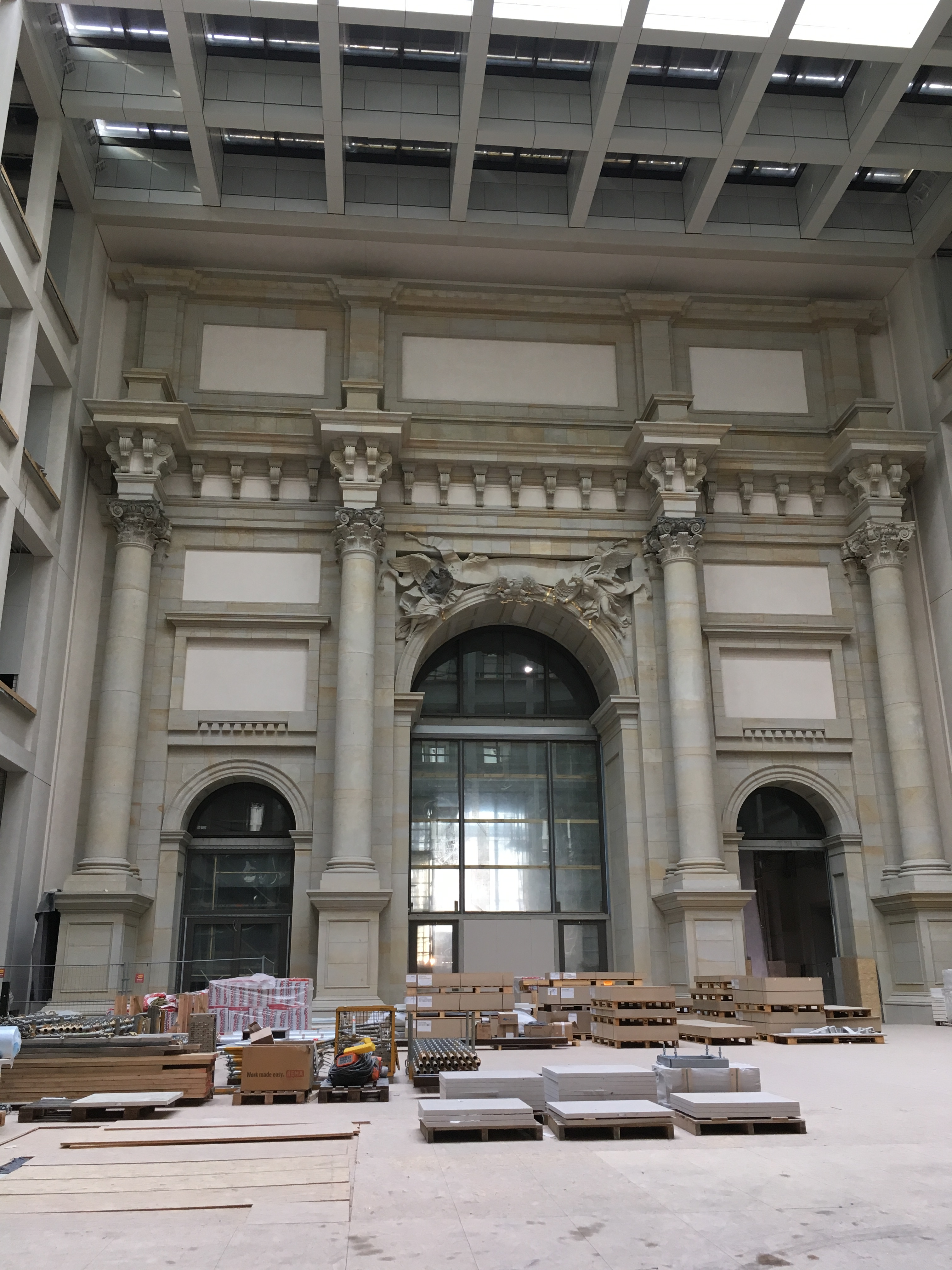
Agora, August 2018
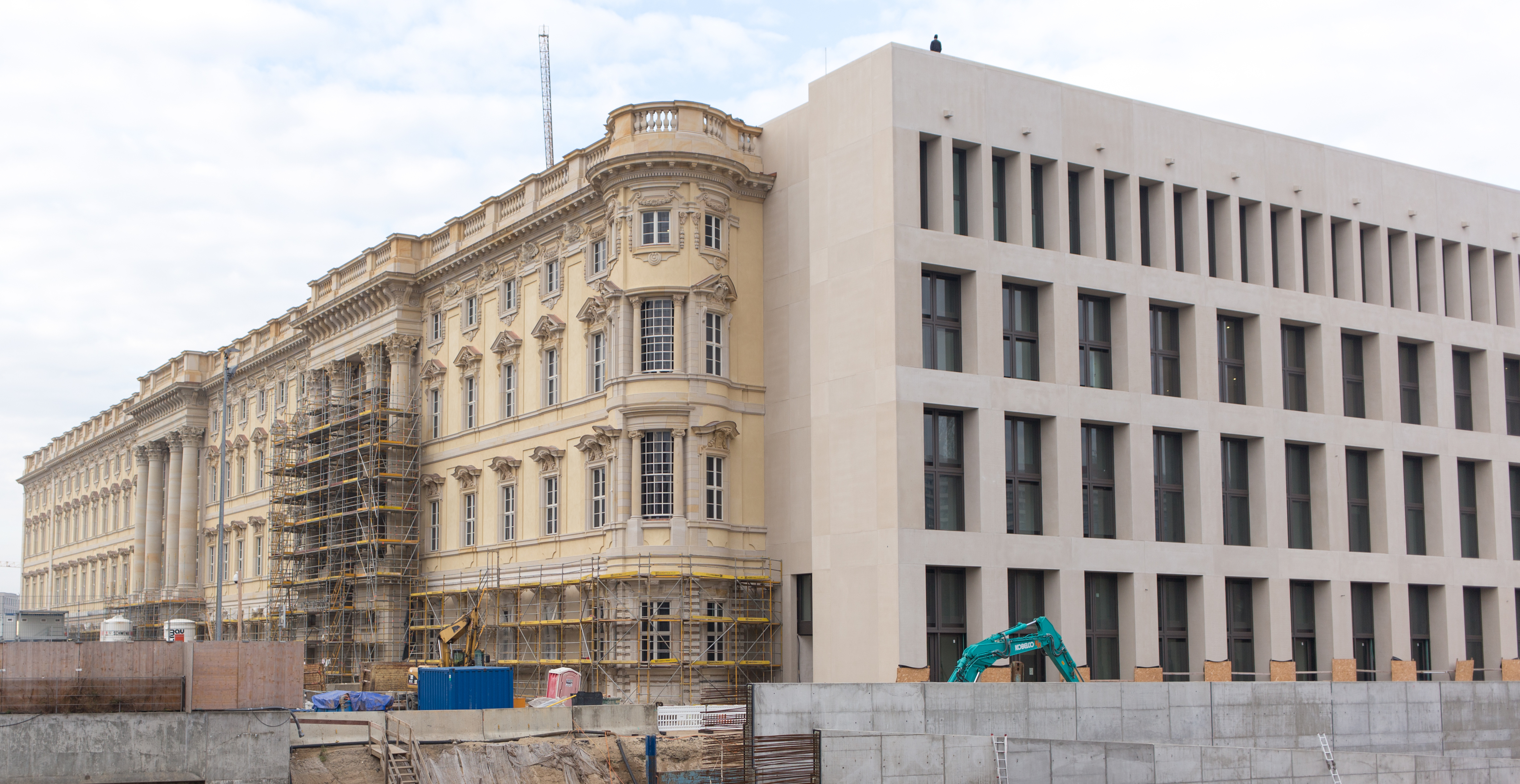
Süd- und Ost-Fassade, November 2018

### Jahr 2019

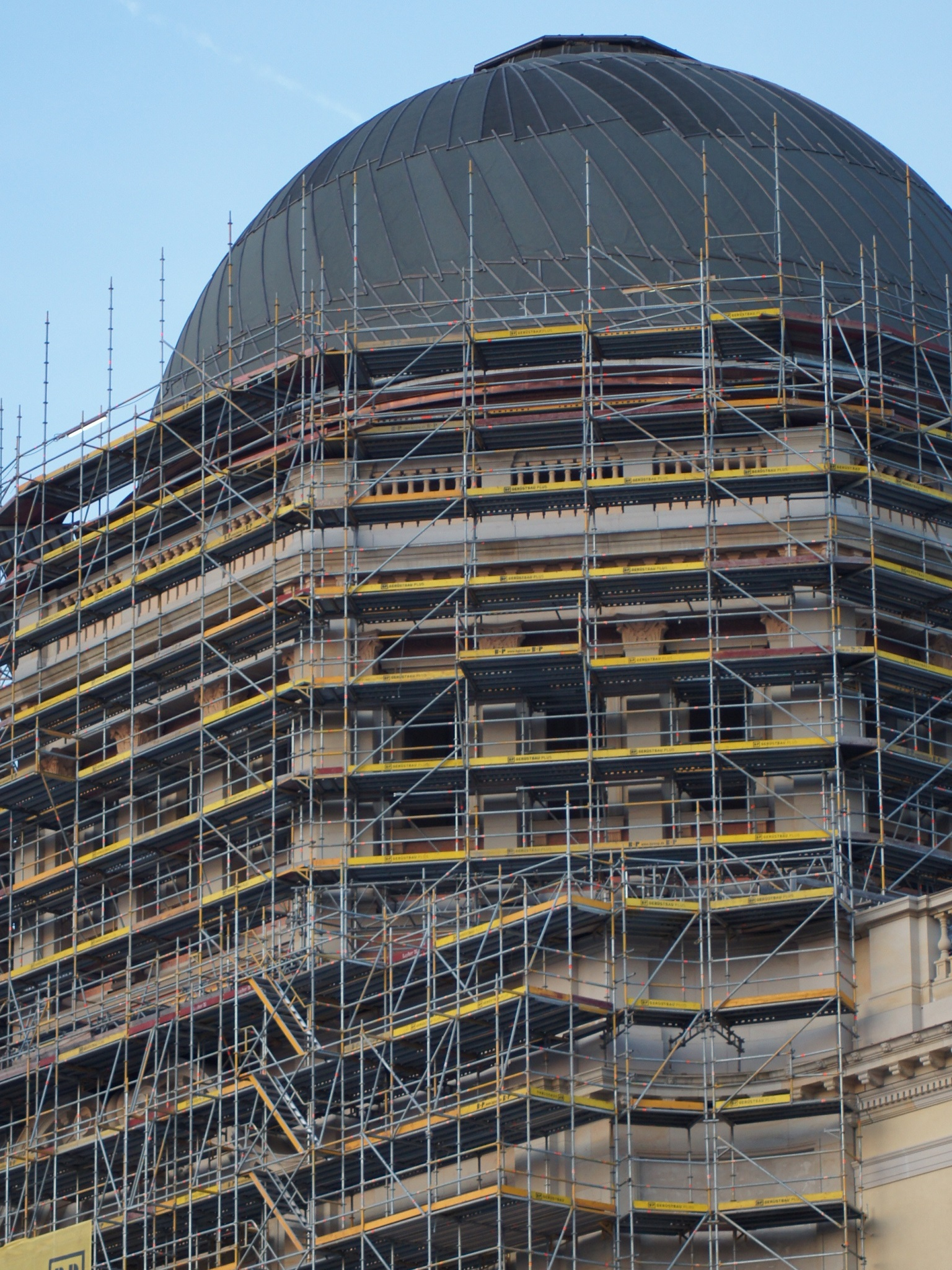
Kuppel und West-Fassade, Februar 2019
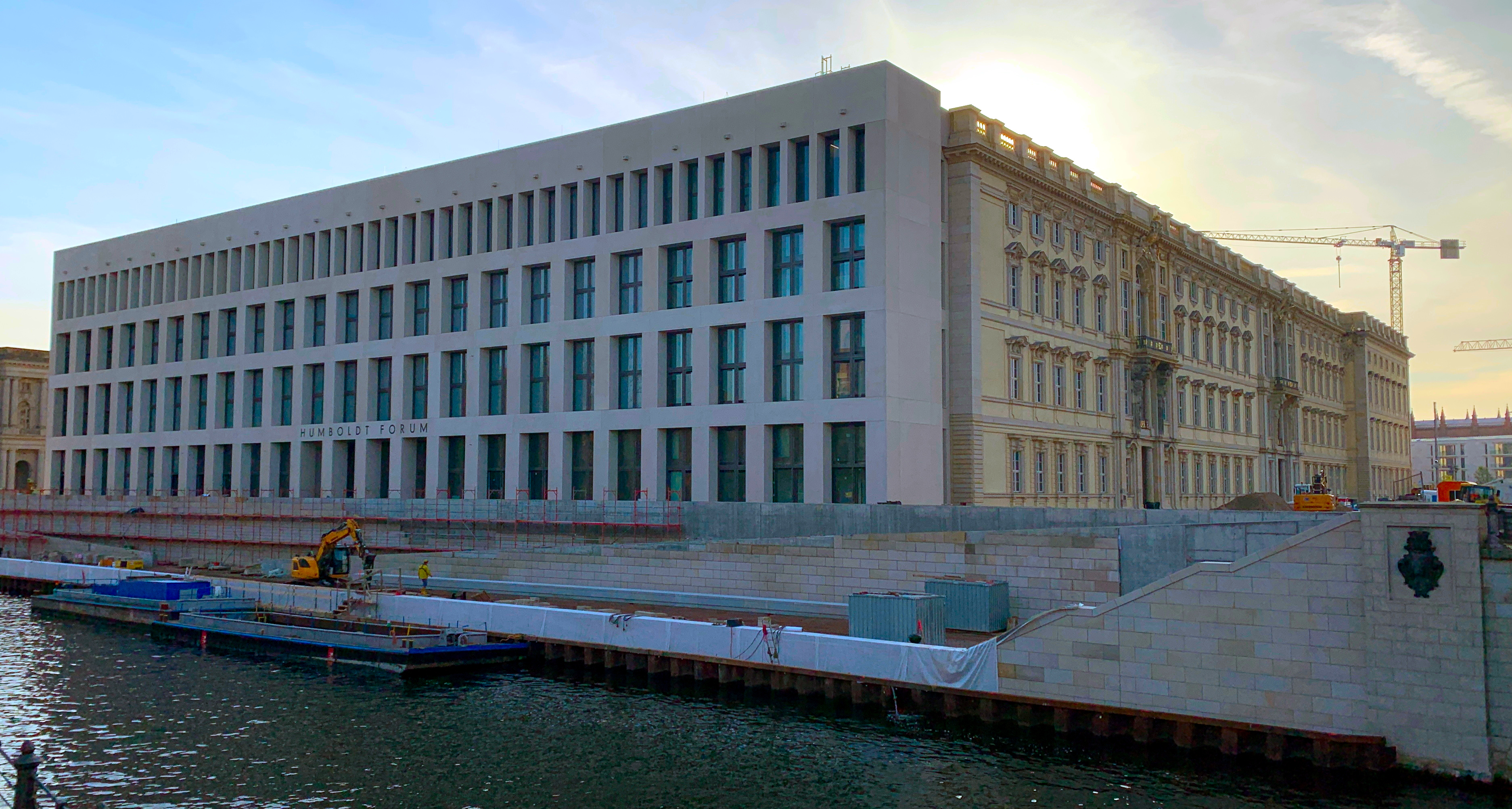
Humboldt Forum, Nord- und Ostfassade, November 2019

### Jahr 2020

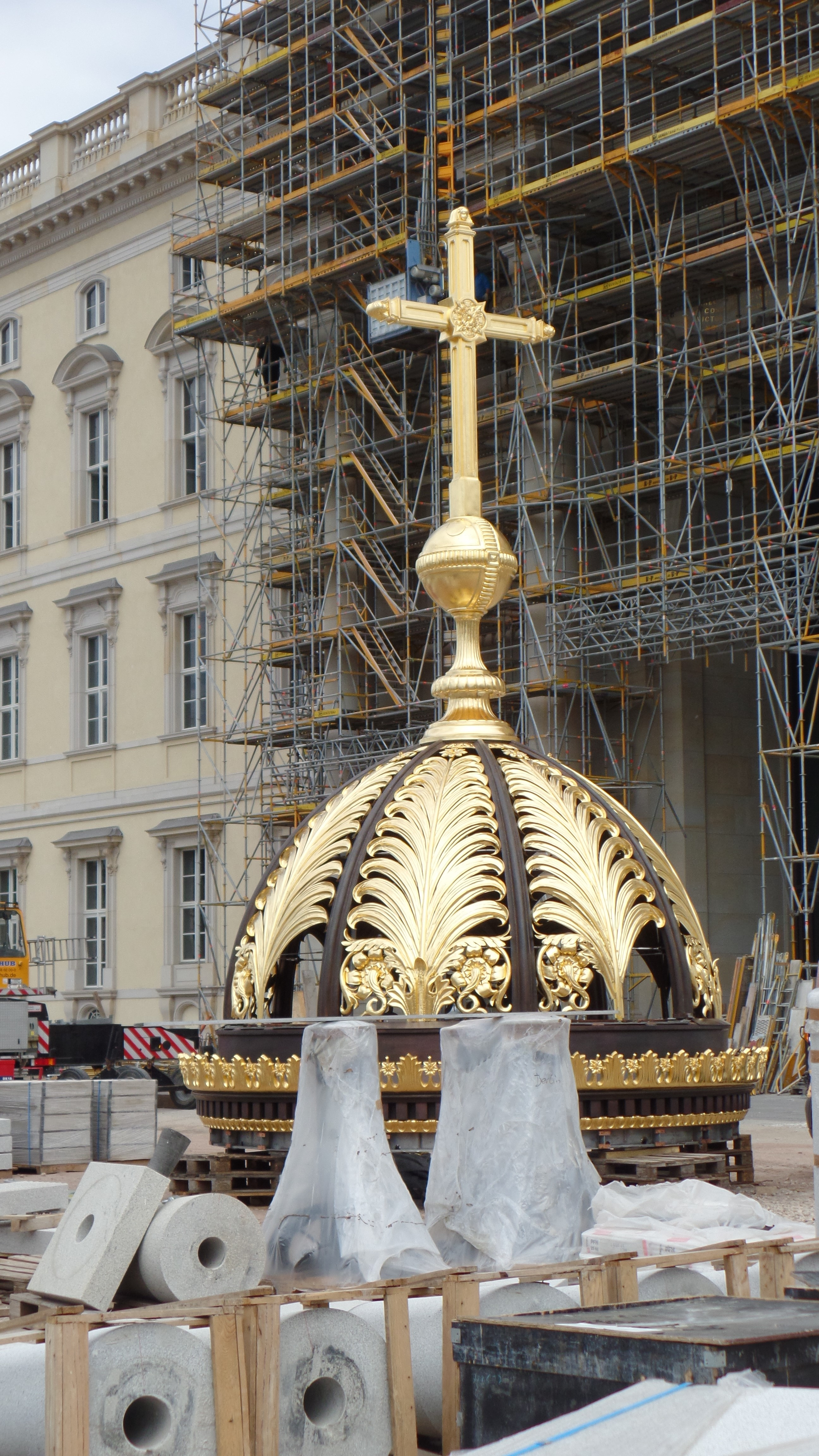
Kuppelkrone mit Kreuz am 29. Mai 2020, ab 21 Uhr aufgesetzt
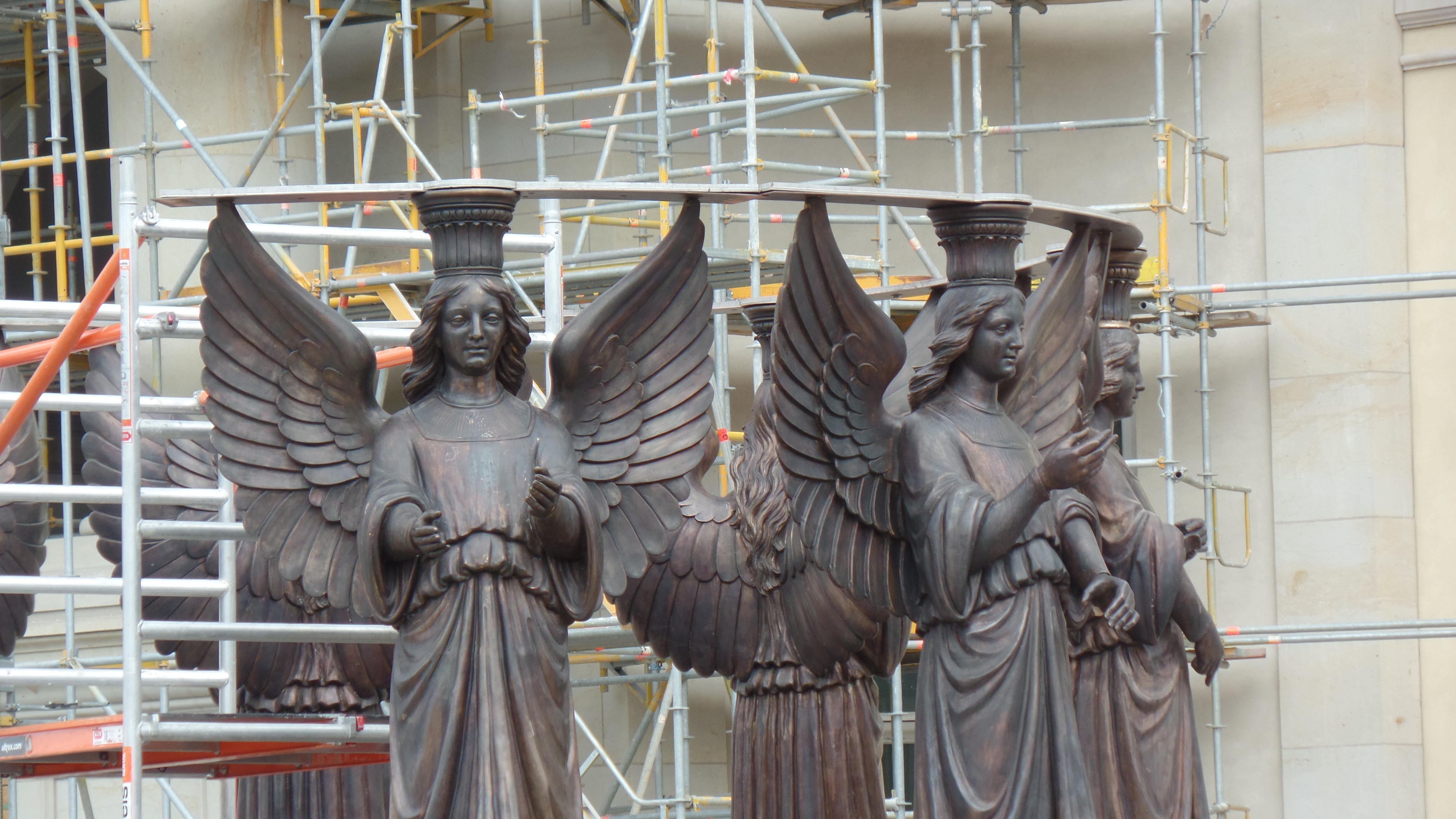
Engelkranz, bei dem am 29. Mai 2020 noch ein Engel fehlte (2. Foto zeigt den Untergrund dafür)
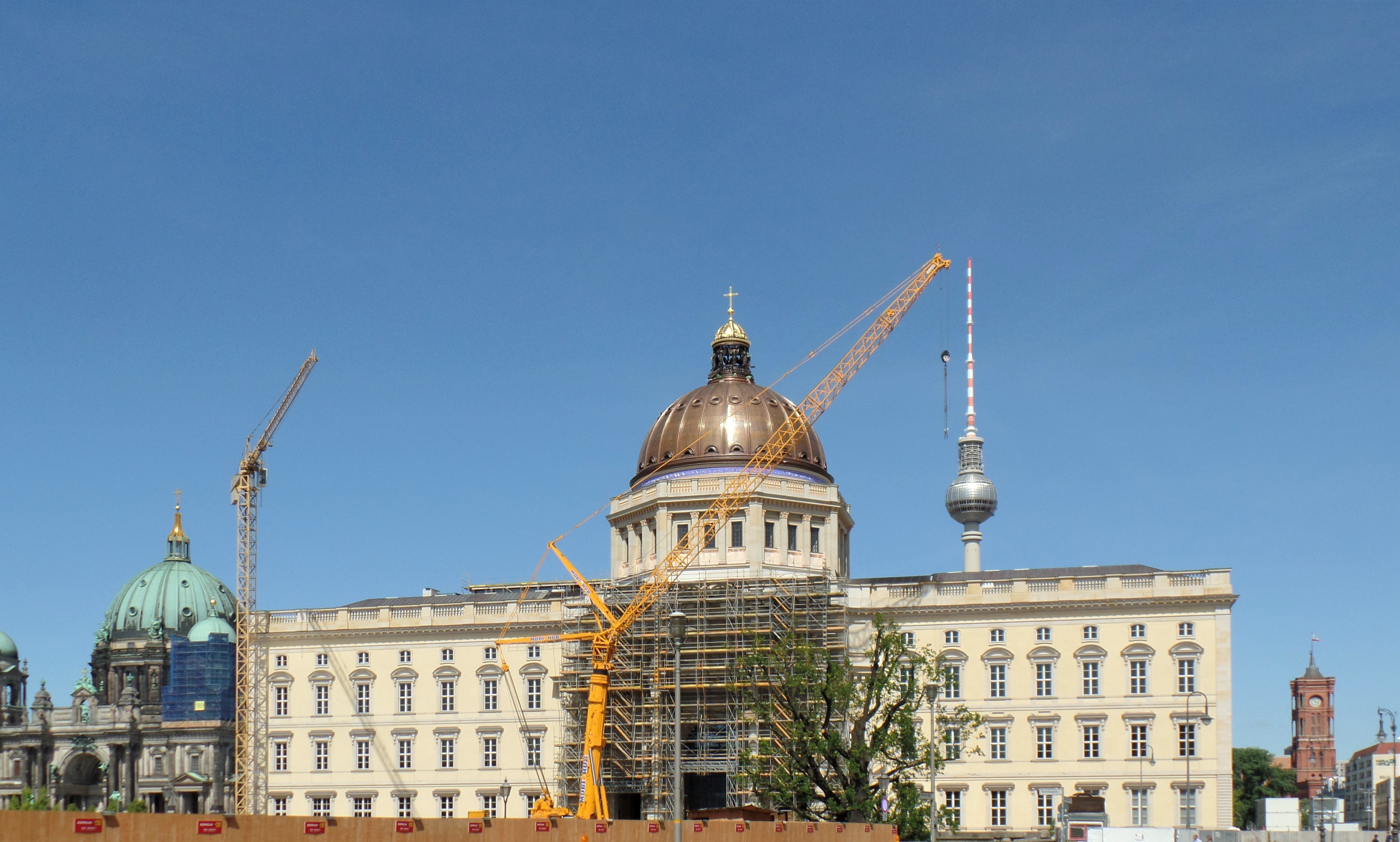
Zustand am 31. Mai 2020
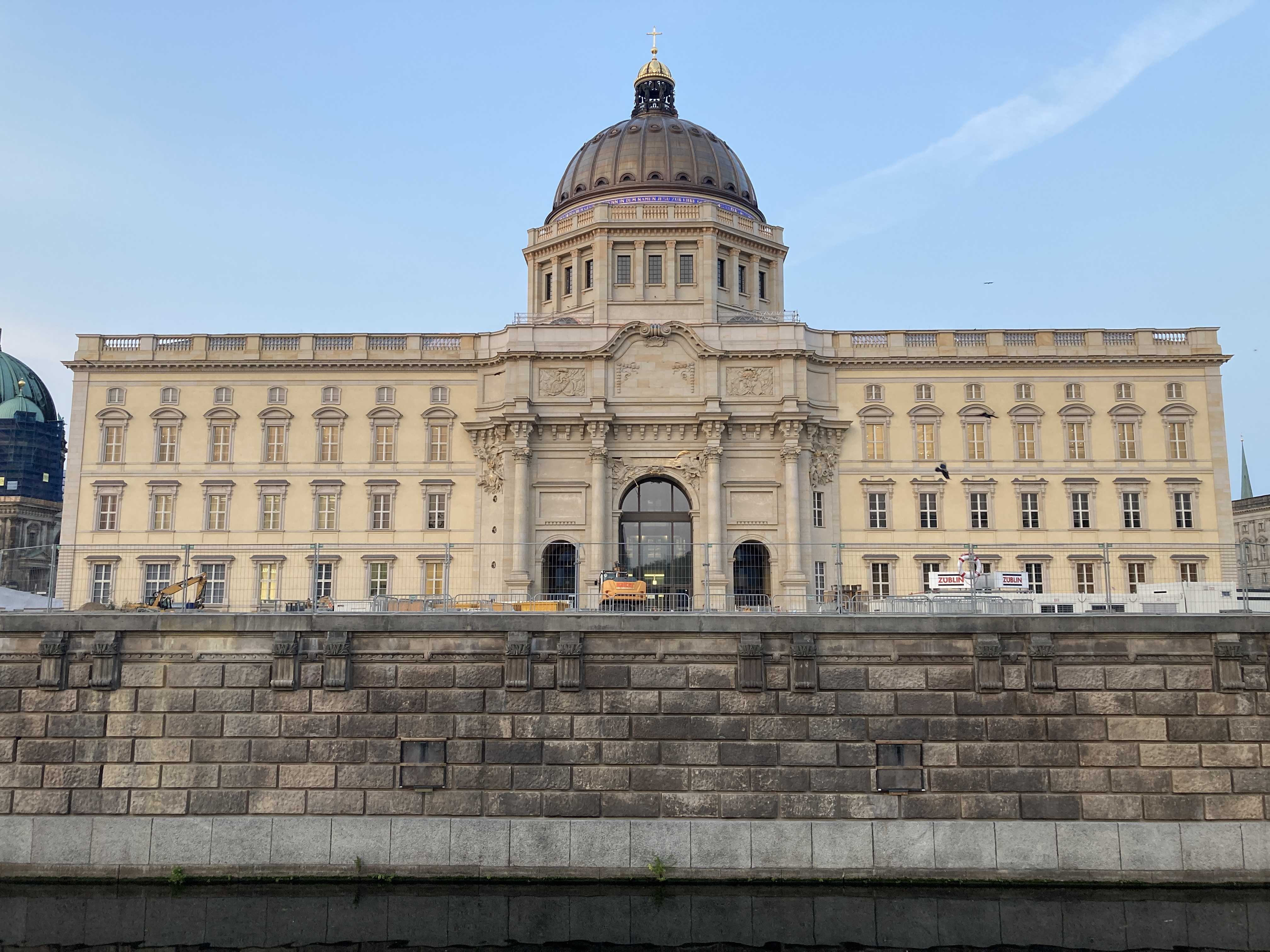
Westfassade, September 2020

### Jahr 2021

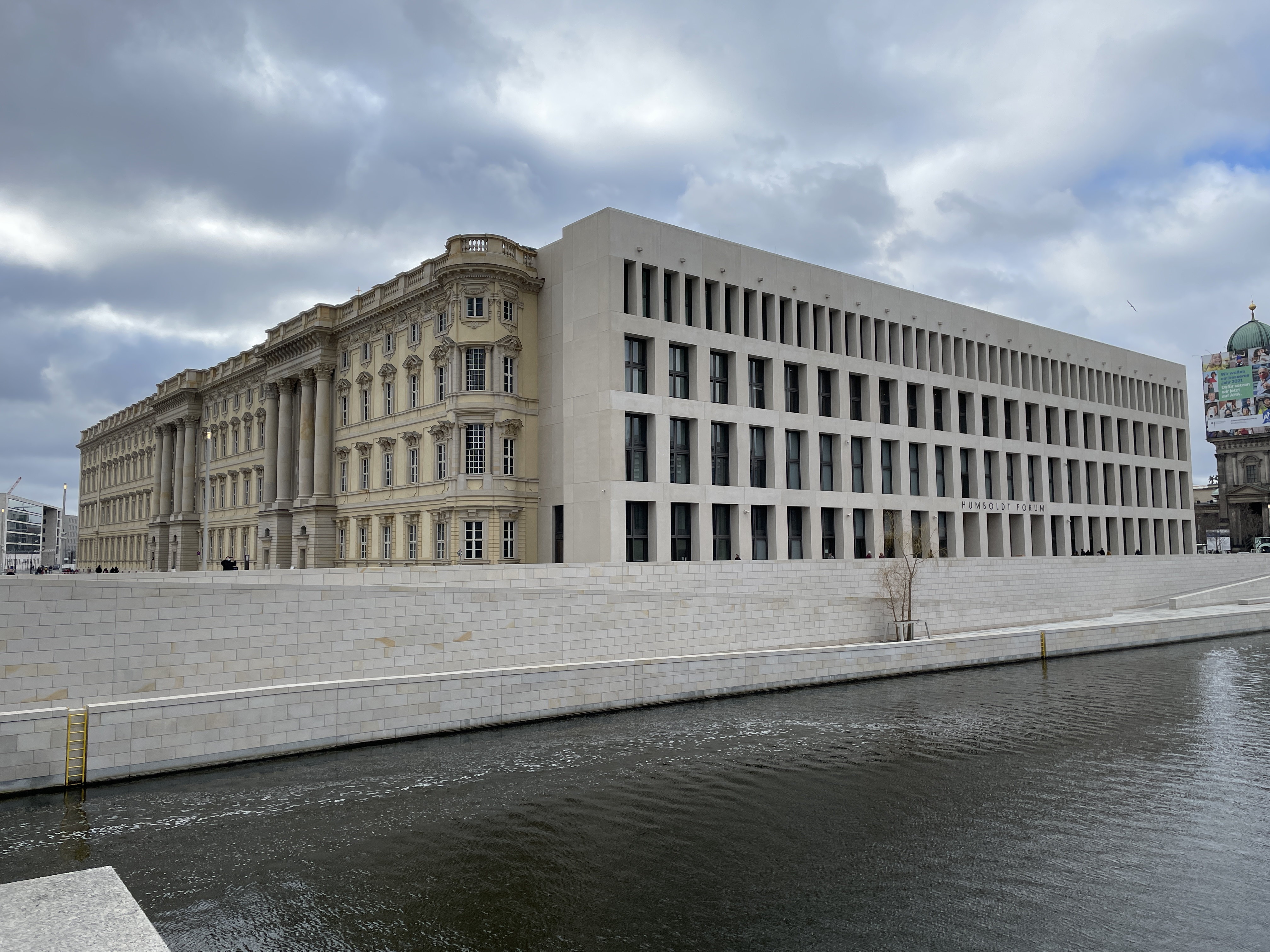
Ansicht von der Rathausbrücke, Ende Februar 2021
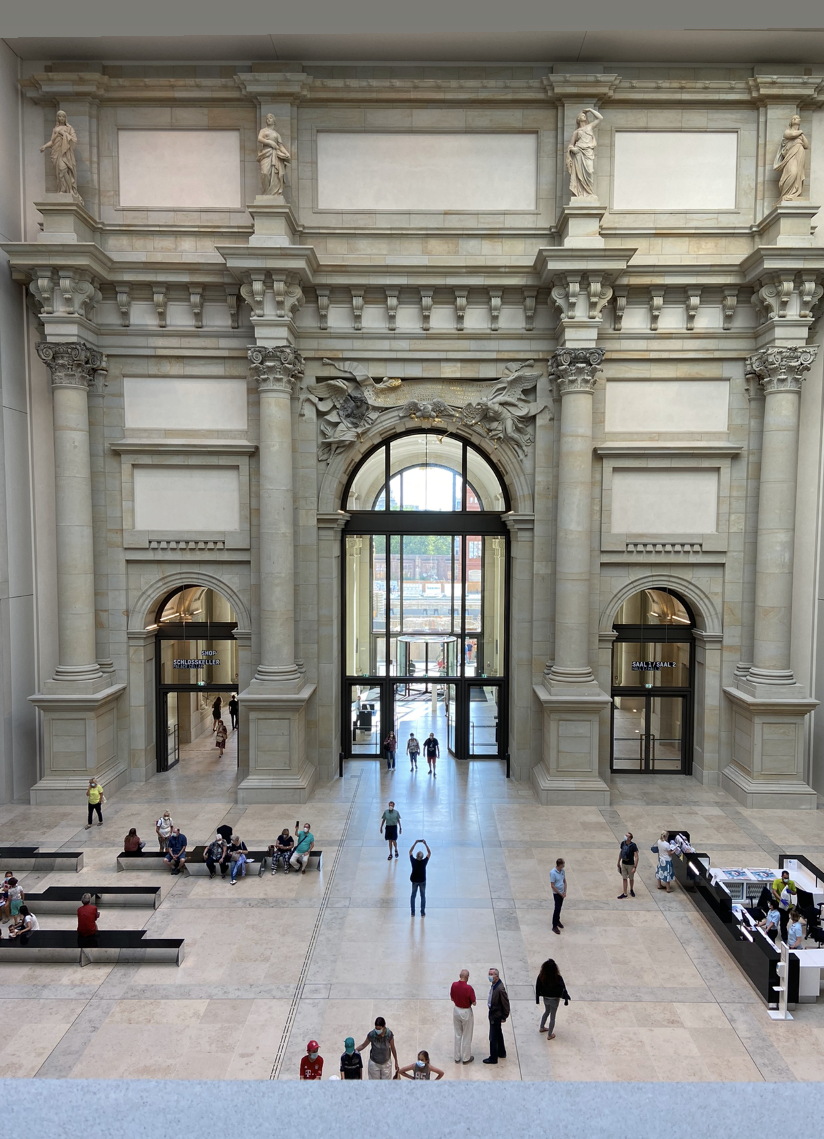
Innenseite des Hauptportals, Juli 2021
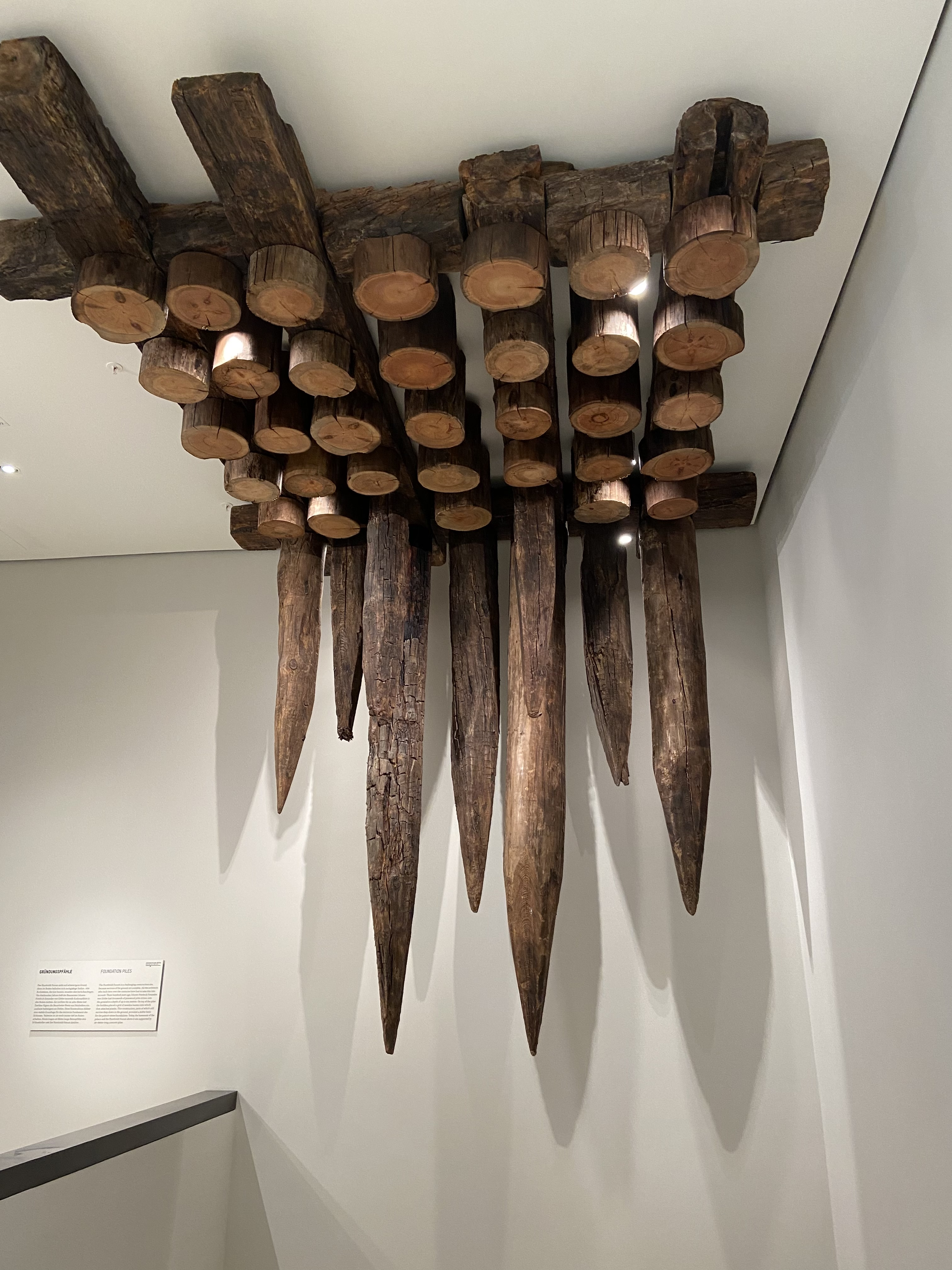
Gründungspfähle aus dem Jahr 1706 über dem Zugang in den Schlosskeller, Juli 2021
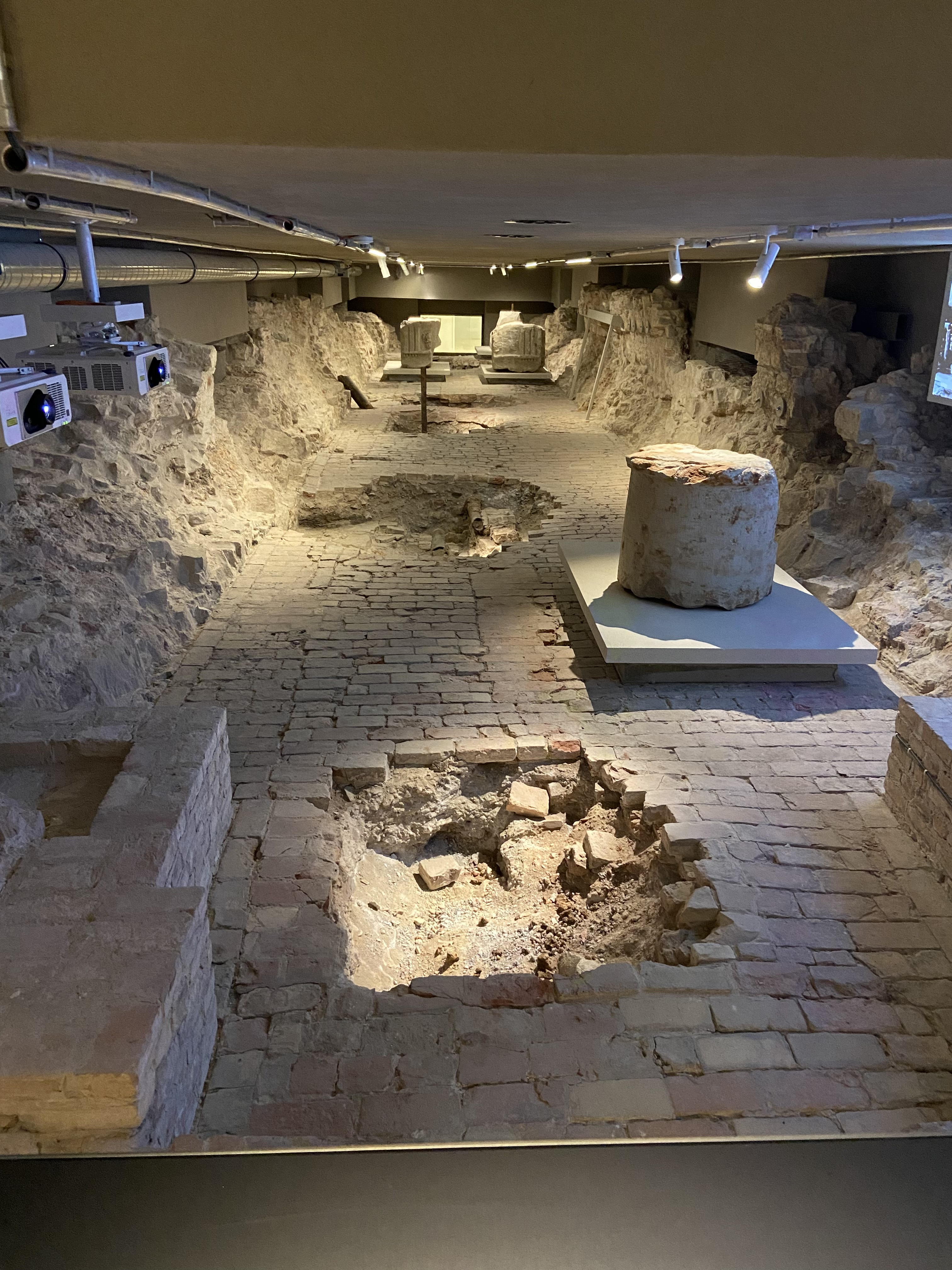
Schlosskeller, Juli 2021

### Jahr 2023

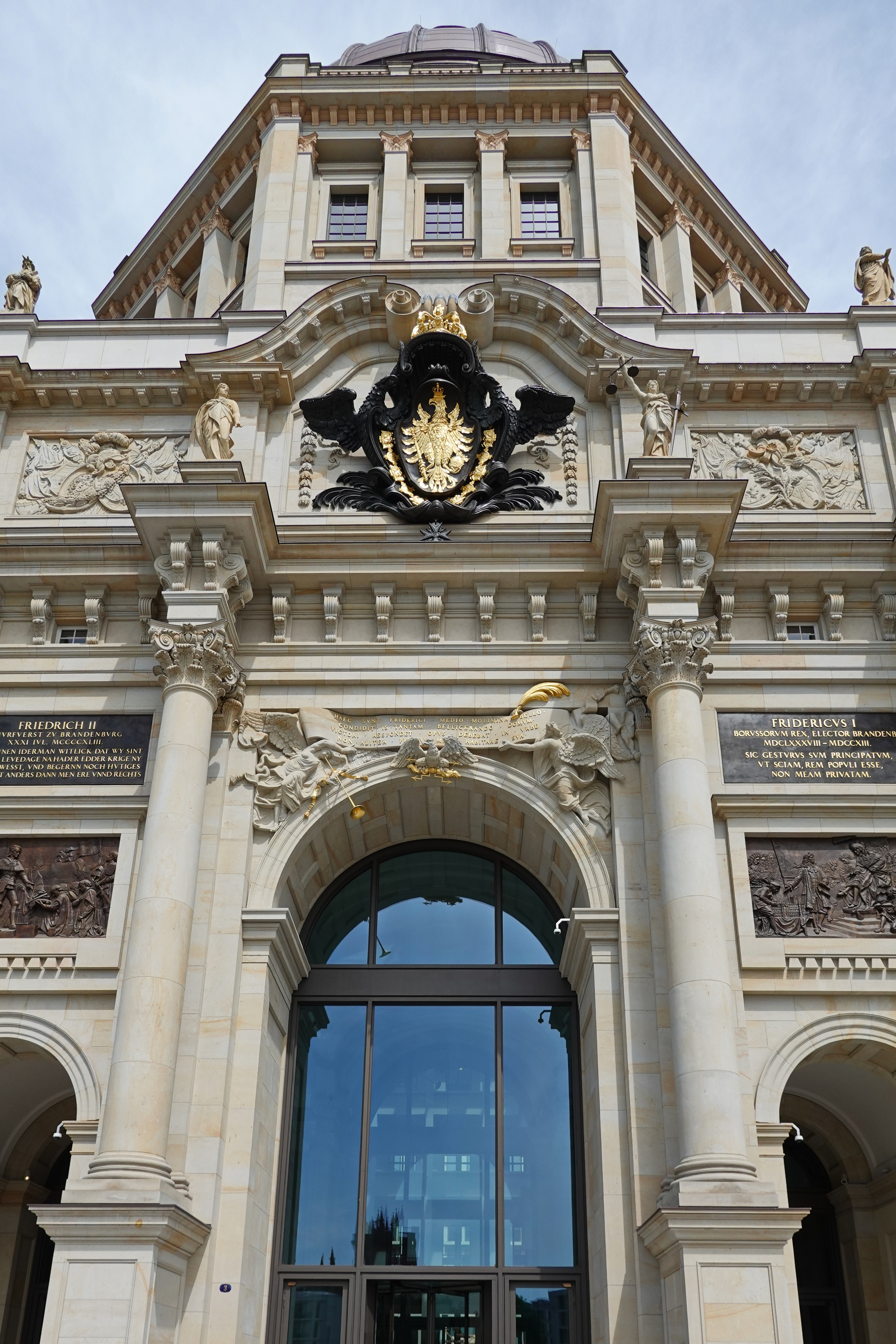
Große Wappenkartusche am Eosanderportal des Berliner Schlosses, 2023
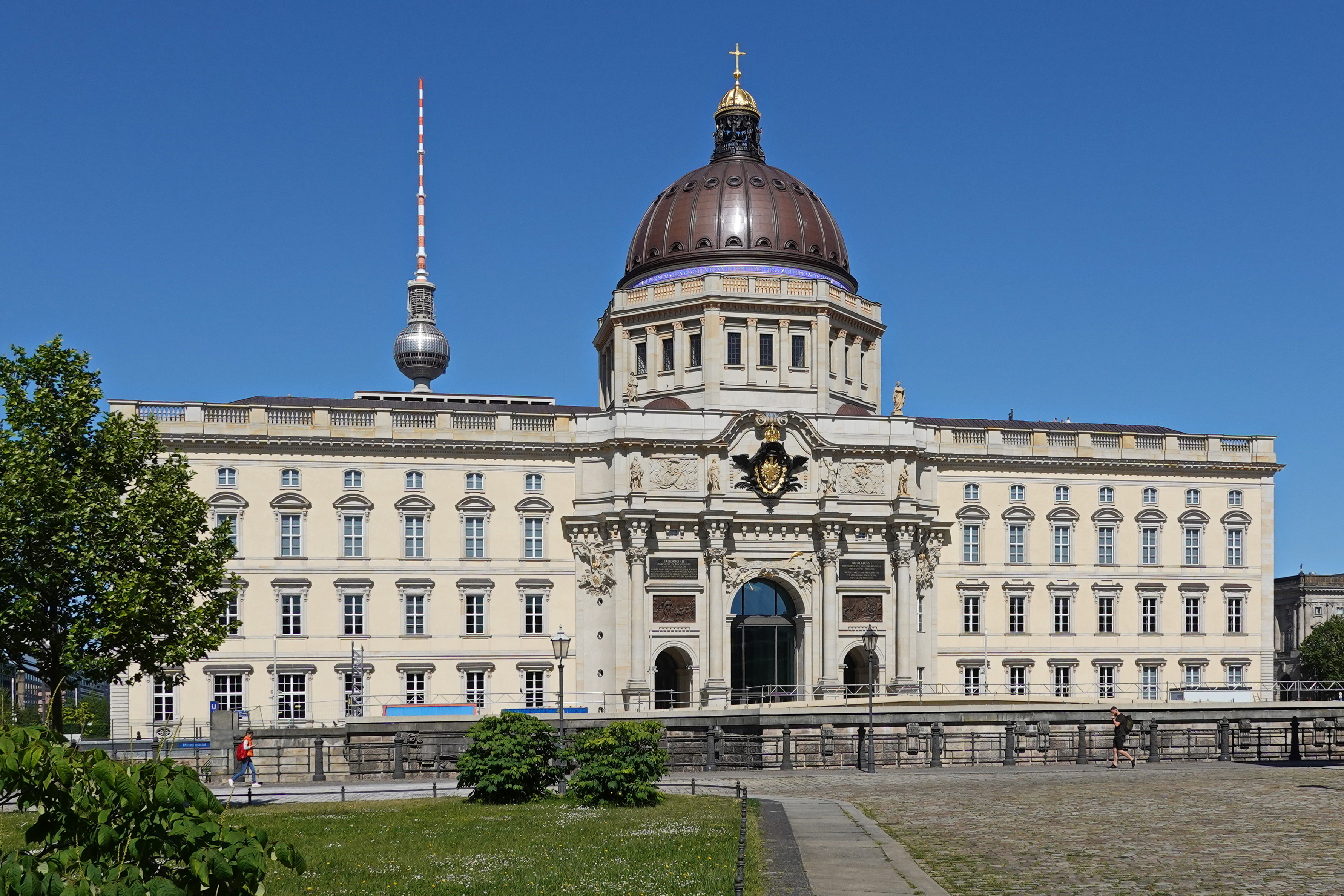
Das wiederaufgebaute Schloss im Juni 2023
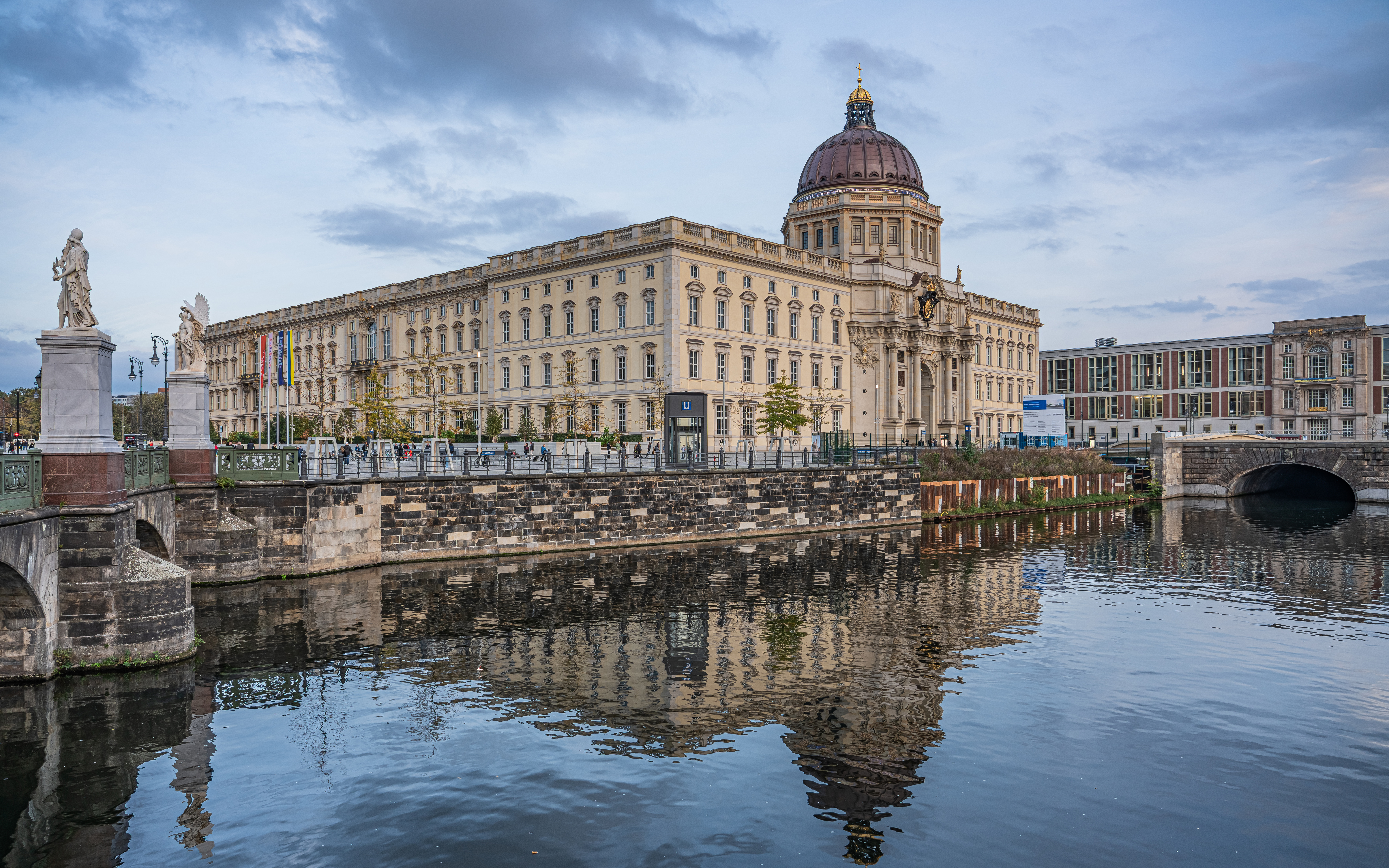
Ansicht vom Spreekanal im Oktober 2023
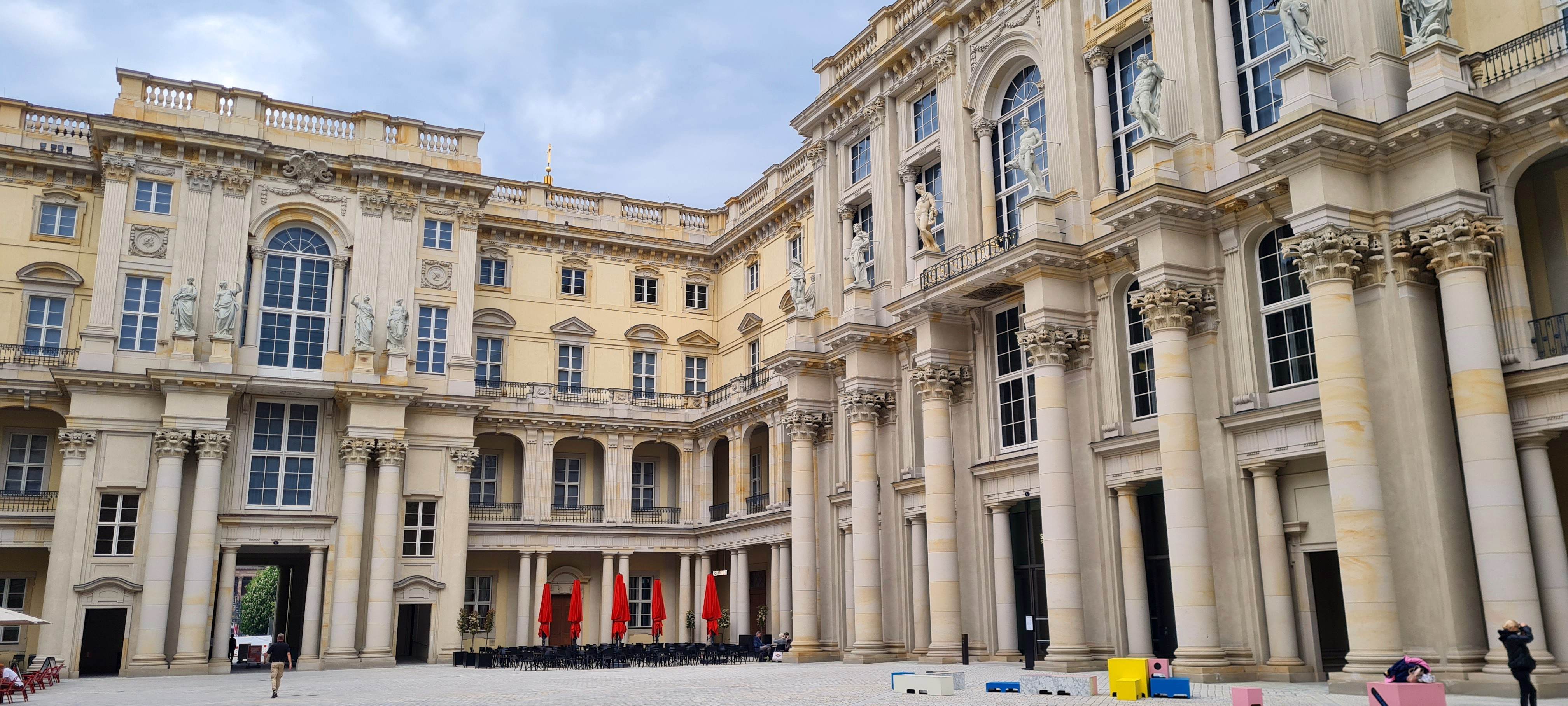
Der Schlüterhof, 2023

### Jahr 2024

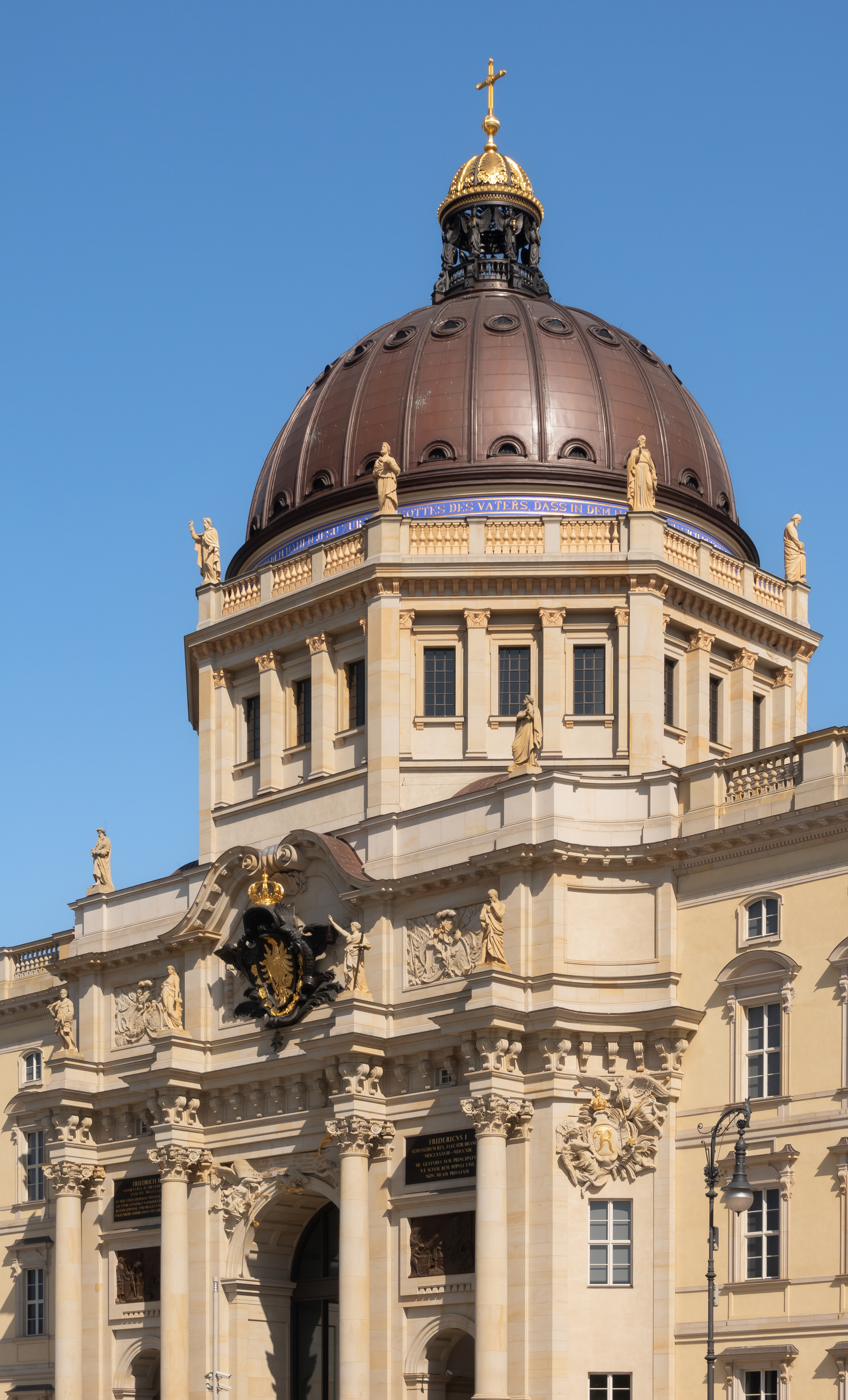
Die Kuppel mit Kuppelfiguren im September 2024

### Jahr 2025

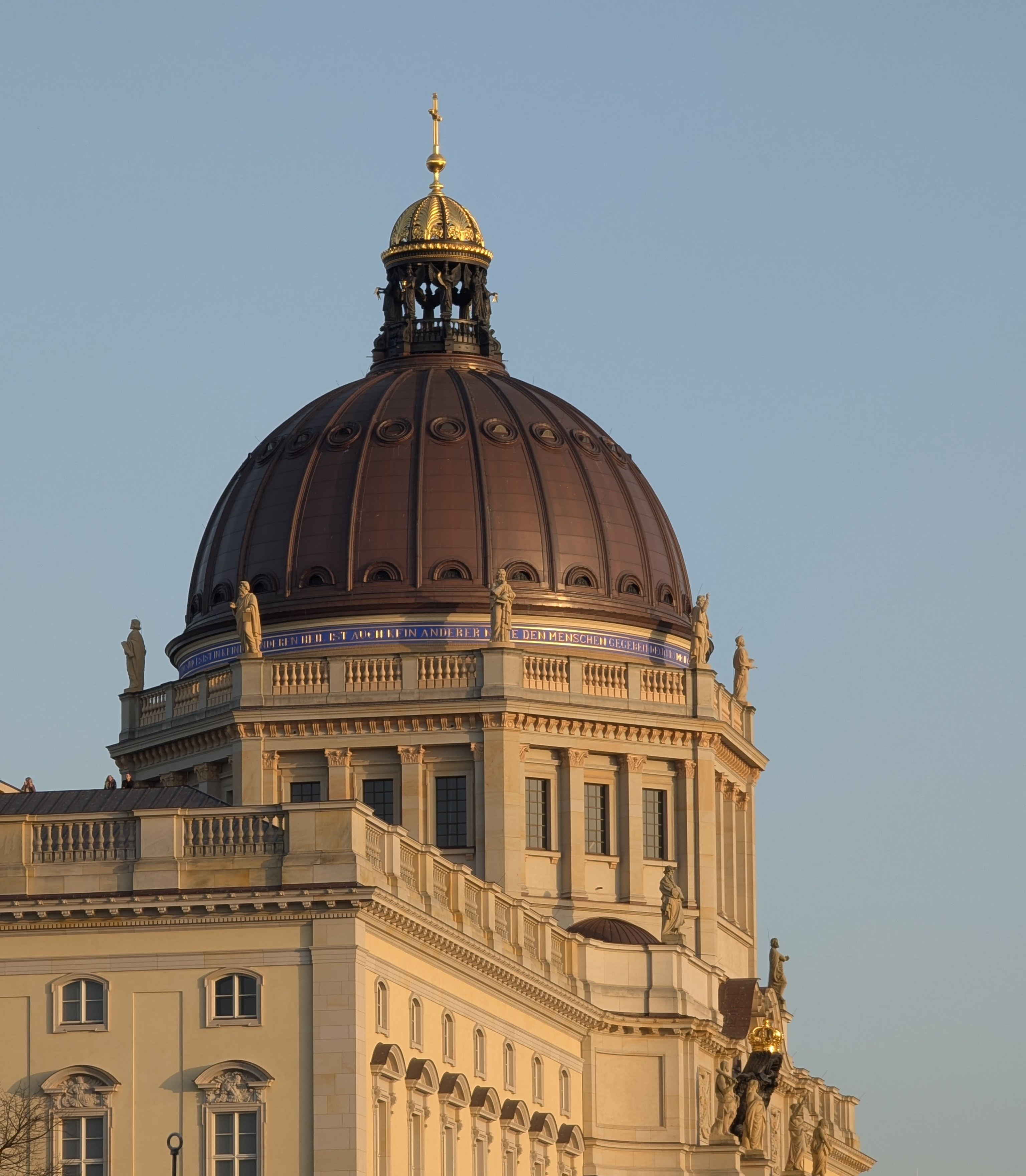
Die Kuppel mit Kuppelfiguren im März 2025
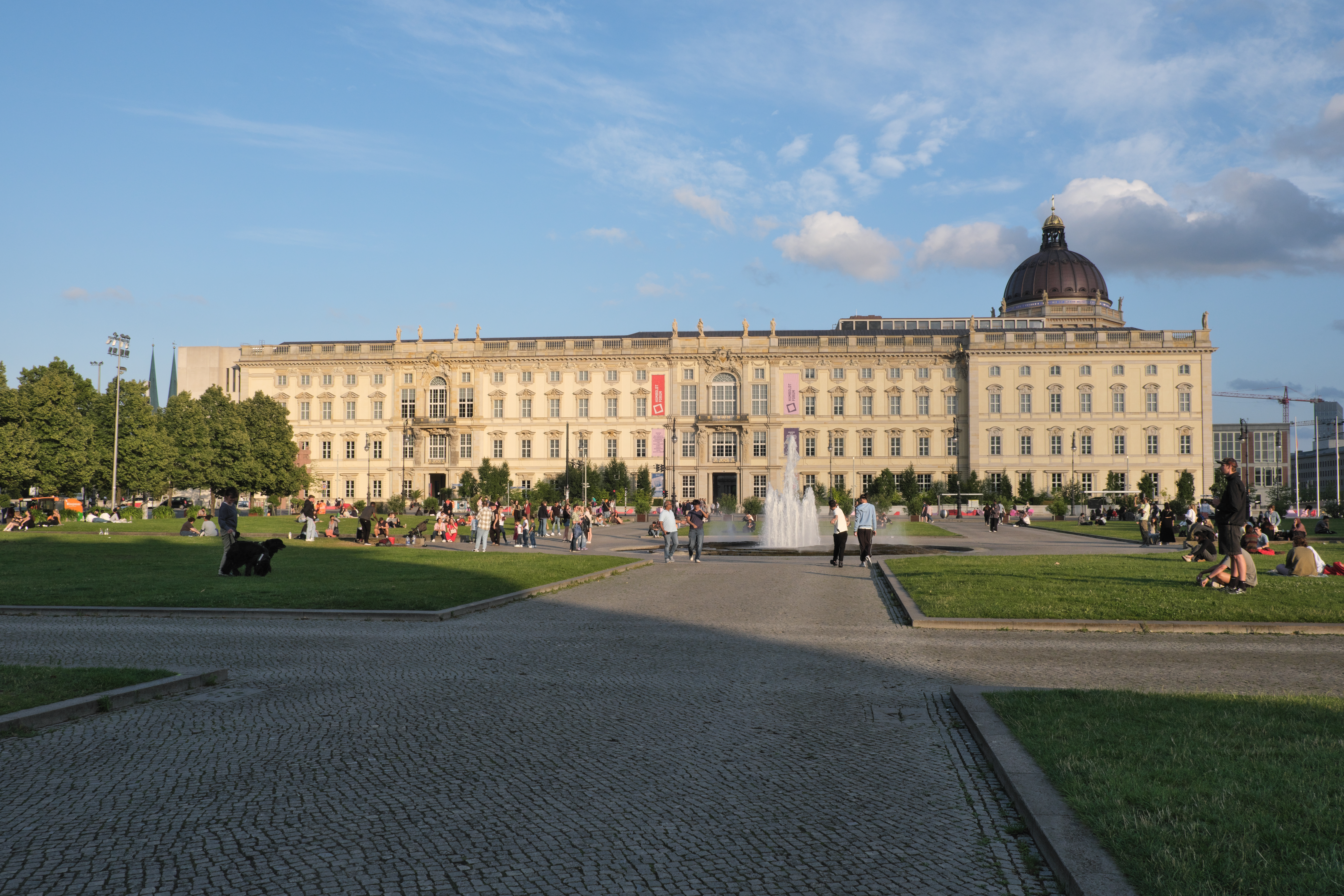
Blick vom Lustgarten auf das wiederaufgebaute Schloss mit den neuentworfenen Attikaskulpturen im Juli 2025